# Ewan Christian
Ewan Christian (Marylebone, Londres, 20 de septiembre de 1814 - Hampstead, 21 de febrero de 1895) fue un destacado arquitecto británico de la época de la restauración victoriana, recordado por las restauraciones de la Southwell Minster y de la catedral de Carlisle, y por el diseño de la National Portrait Gallery. Christian fue elegido A RIBA en 1840, FRIBA en 1850, presidente del RIBA en 1884-1886 y recibió la Royal Gold Medal en 1887.
Fue un arquitecto muy prolífico, con más de 2000 obras, y como arquitecto de los Comisionados Eclesiásticos (Ecclesiastical Commissioners) (1851-1895) realizó la mayoría de sus trabajos en iglesias: llevó a cabo unas 1300 restauraciones y ampliaciones de iglesias en Inglaterra y Gales y construyó unas 90 nuevas iglesias completas, así como la construcción, restauración y ampliación de muchas rectorías, decanatos, canonías y palacios de obispos.
Christian rara vez ha sido considerado como un genio en el mundo de la arquitectura y su trabajo ha sido muy criticado desde su muerte por ser soso y sin vida y a menudo carente de elegancia y gracia. La Pevsner Architectural Guides de The Buildings of England contiene algunas críticas particularmente severas de muchas de sus obras. William Morris (1834-1896) escribió que Christian era «un gran criminal» en relación con su supervisión del trabajo en la iglesia de San Andrés, Deopham, en Norfolk. Tales comentarios han empañado la reputación profesional a lo largo de los años y han puesto en duda sus habilidades como diseñador. Los historiadores modernos han considerado que Christian es «normalmente pedestre en su producción» y que «poca de su inmensa producción muestra imaginación». Christian fue al menos considerado confiable, competente y concienzudo en su trabajo, además de que sus edificios y restauraciones para los Comisionados Eclesiásticos tuvieron que hacerse con presupuestos muy estrictos y eso no permitía mucha elaboración en sus diseños.

## Biografía

### Galería Nacional de Retratos

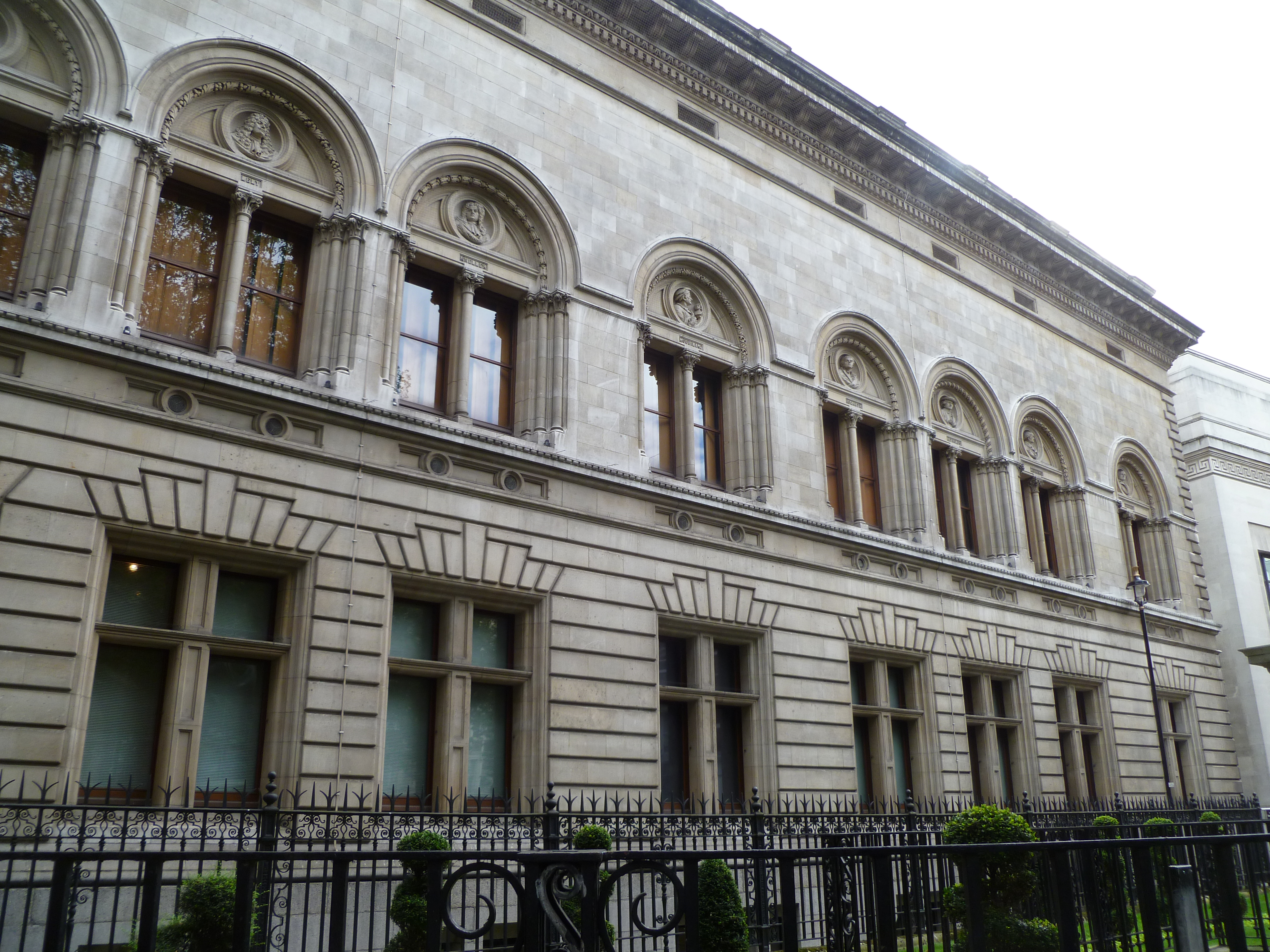
La National Portrait Gallery (1890-1895), en Londres, que muestra la fachada principal norte frente a Charing Cross Road

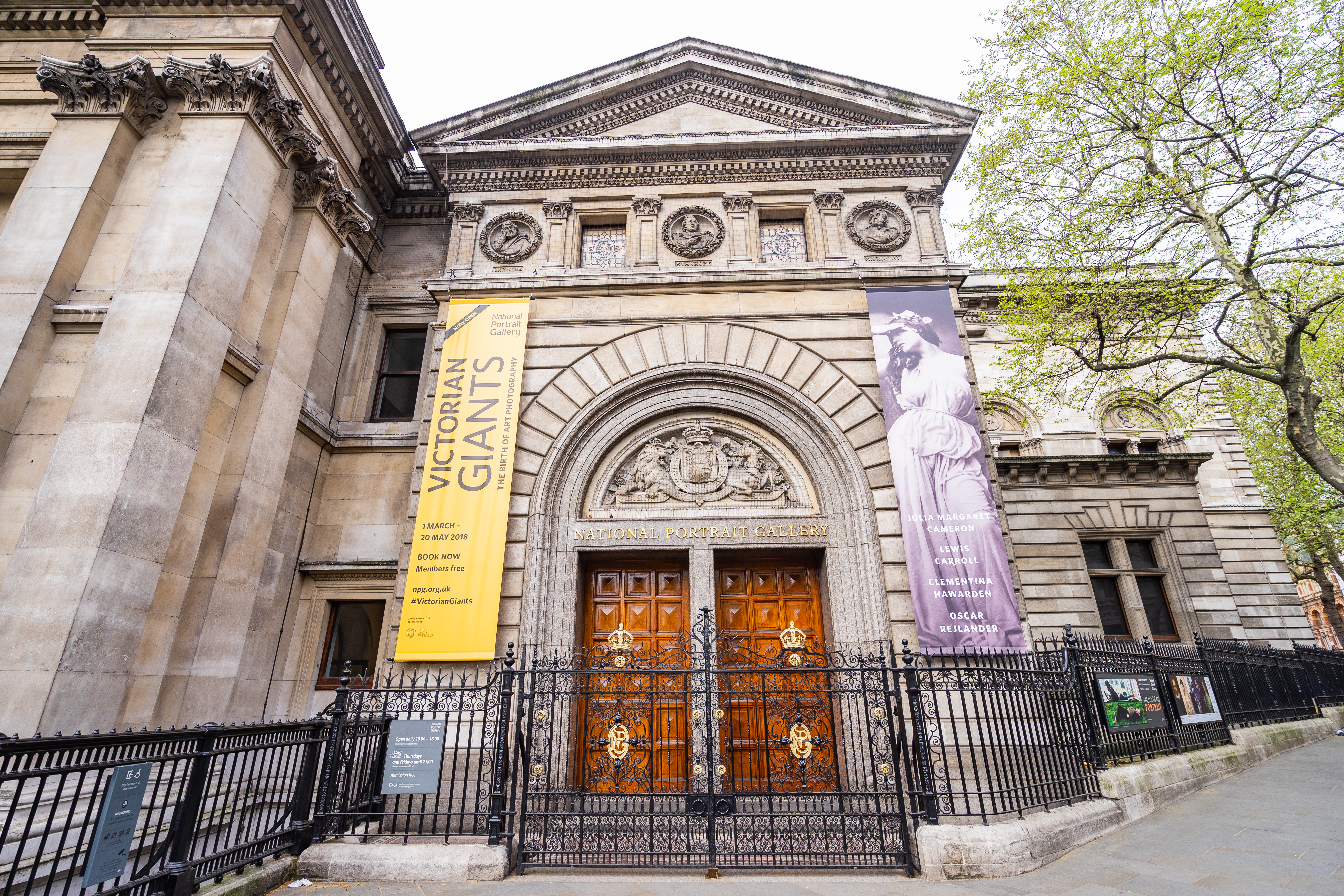
Entrada al edificio

Ewan Christian es recordado sobre todo hoy por su diseño de la National Portrait Gallery (1890-1895) en St Martin's Place, Londres, situado al norte de Trafalgar Square. Sin embargo, el edificio, revestido en piedra de Portland, no es típico de su trabajo y fue construido hacia el final de su vida, completándose e inaugándose el 4 de april de 1896, poco después de su muerte. Christian fue una elección inesperada y controvertida para tal encargo y fue designado por el filántropo y donante para el nuevo edificio, W. H. Alexander (1832-1905). En el otoño de 1889, el arquitecto se embarcó en una visita de estudio a museos continentales y galerías de arte para prepararse para la tarea, un proyecto agotador que incluyó visitas a Brujas, Gante, Amberes, Ámsterdam, Berlín, Frankfurt, Kassel y Dresde.
Christian se vio obligado a igualar el estilo clásico griego de la La Galería Nacional (construida en 1832-1838 por William Wilkins 1778-1839), que estaba inmediatamente al sur del sitio y se adosó en su lado este, pero proporcionó un diseño sorprendentemente original para su bloque norte principal hacia Charing Cross Road, basado en el estilo de un palacio renacentista florentino. El primer piso de este bloque tiene grandes ventanas de arco de medio punto que llevan bustos en redondo de famosos pintores, escultores, anticuarios e historiadores, incluidos Hans Holbein, sir Peter Lely, sir Anthony van Dyck, sir Godfrey Kneller, sir Joshua Reynolds, sir Thomas Lawrence, William Hogarth, Louis Francois Roubiliac, sir Francis Chantrey y Horace Walpole. El impresionante bloque de entrada pedimentado se trata ricamente con más bustos de retratos en redondo, que incluyen el del V conde de Stanhope (1805-1875) cuya campaña en el parlamento condujo a la fundación de la NPG en 1856 (la Galería había abierto primero en una casa de estilo georgiano en Great George Street, Westminster, en 1859). Está flanqueado por bustos de Thomas Carlyle (1795-1881) y Thomas Macaulay (1800-1859), los dos historiadores que apoyaron la idea de una Galería de Retratos Nacional. La fachada de entrada se inspiró en la fachada del oratorio del Santo Spirito en Bolonia de finales del siglo XV que Christian probablemente viera en uno de sus viajes italianos de estudio anteriores. Por encima de las puertas se encuentran los Royal Arms esculpidos por Frederick C. Thomas (fl.1892-1901), quien también fue responsable de los bustos.

### Primeros años

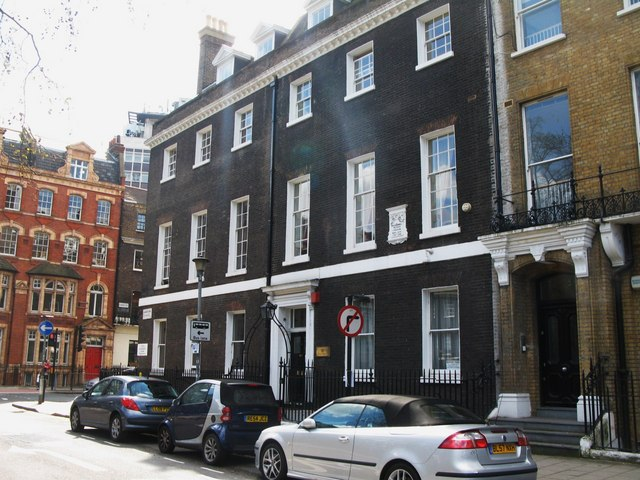
Ewan Christian estableció por primera vez su propia práctica arquitectónica en Bloomsbury Square en 1842. Se trasladó a esta esquina de la plaza en 1847 donde Isaac D'Israeli había vivido.

Christian nació en Marylebone, Londres, el 20 de septiembre de 1814, el séptimo de nueve hijos. Su padre, Joseph Christian (muerto en 1821), provenía de una antigua familia de la nobleza terrateniente de la isla de Man cuyo abuelo fue Thomas Christian (muerto en 1770), rector de Crosthwaite en Cumberland. Muchos miembros senior de la familia habían ocupado el cargo de Deemster (justicia) en Man durante siglos. Vivían en Milntown en la isla y tenían propiedades en Cumberland, particularmente en Ewanrigg Hall (demolido en 1903) cerca de Maryport. Ewan era un nombre habitual en la familia. El famoso amotinado del HMS Bounty, Fletcher Christian (1764-ca.1793), también era de la familia, descendía de una línea senior de la rama del arquitecto. La madre de Ewan Christian fue Katherine Scales (m. 1822) de Thwaitehead, en Lancashire. Ambos padres murieron cuando Ewan tenía alrededor de siete años y luego fue criado por sus abuelos en Mortlake y, después de la muerte del abuelo, por su hermano mayor, John, que vivía en Wigmore Street, en Marylebone. Fue educado en la Christ's Hospital School desde los nueve años, primero en la escuela secundaria en Hertford y luego en la escuela principal en Newgate Street, en Londres (esta se mudó a Horsham en 1902 y Christian, que se convirtió en gobernador de la escuela, actuó como asesor en un concurso de arquitectura para los nuevos edificios en 1893). En su decimoquinto cumpleaños Christian se unió al arquitecto londinense Matthew Habershon (1789-1852) y también se matriculó en la Royal Academy Schools.
En 1836, Christian se unió brevemente como asistente a la oficina de William Railton (c.1801-1877), que más tarde fue el diseñador de la Columna de Nelson en Trafalgar Square, Londres, quien fue nombrado como Arquitecto de los Comisionados Eclesiásticos (Ecclesiastical Commissioners) en 1838 —un puesto en el que Christian, más adelante, le sucederá—. Los Comisionados Eclesiásticos fueron establecidos como un organismo permanente por el gobierno en 1836 para administrar las propiedades y los ingresos de la Iglesia de Inglaterra. Después de una gira de estudios por Italia en 1837, Christian entró en la oficina de John Brown (c.1806-1876) en Norwich y supervisó la construcción de la Iglesia de Santa Margarita de Brown en Lee, en Lewisham, y su Colchester Union Workhouse (aquí el escrutinio tan próximo de Christian del trabajo irritó tanto a los trabajadores que deliberadamente causaron la ruptura de un desagüe para desacreditarlo). En 1841 diseñó su primer edificio independiente, el Marylebone Savings Bank, quizás encargado a través de conexiones locales y familiares. Entre 1841 y 1842 Christian se embarcó en un largo viaje de estudio continental en compañía de otros jóvenes arquitectos que seguirán siendo amigos toda la vida y luego estableció su propia práctica arquitectónica en octubre de 1842 en Londres, en el número 44 de Bloomsbury Square, donde también vivía (luego se mudó a la antigua casa de Isaac D'Israeli, padre del famoso primer ministro, en una esquina de la plaza). Tras su matrimonio en 1848 con Annie Bentham (1814-1913), una relación del filósofo utilitario Jeremy Bentham, Christian se instaló en Hampstead, en los suburbios del norte de Londres, mientras continuaba su negocio en Bloomsbury. La pareja tendría cuatro hijas: Eleanor, Anne Elizabeth, Agnes y Alice. Anne Elizabeth, conocida como 'Bessie', era la favorita de Christian que murió en 1890 después de dar a luz al único nieto de Christian, Ewan Christopher Blaxland (1889-1954), quien se convirtió en clérigo como se suponía que había sido su abuelo originalmente.

### Carrera

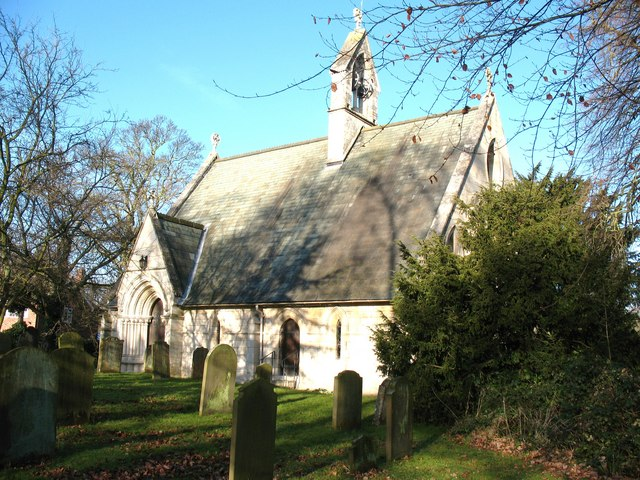
Iglesia de St Giles, en Skelton, York, de la que Ewan Christian publicó un libro de ilustraciones en 1846 y que más tarde restauró, proporcionándole un nuevo techo de madera abierto en 1882

Christian se convirtió en uno de los hombres más respetados y exitosos en su profesión y fue muy apreciado por muchos arquitectos destacados de la época victoriana. Muchos fueron amigos personales, en particular dos compañeros en la gira continental de 1841-1842, Samuel Sanders Teulon (1812-1873) —quien también vivía en Hampstead y que diseñó su obra maestra, la iglesia de St. Stephen allí— y Horace Jones (1819-1887) —más tarde arquitecto de la Corporación de la Ciudad de Londres que fue nombrado caballero y diseñó el gran Smithfield Meat Market, el Billingsgate Fish Market y el Leadenhall Market para la ciudad—. George Edmund Street (1824-1881), diseñador de los Royal Courts of Justice en el Strand de Londres, tuvo una gran influencia en sus trabajos en iglesias, al igual que John Loughborough Pearson (1817-1897), el arquitecto de la catedral de Truro y de la iglesia de St. Augustine, en Kilburn, que también fue un amigo cercano y que se casó con una prima suya,Jemima, en la isla de Man en 1862. (El hermano de Jemima Joseph Henry Christian (1832-1906) se convirtió en socio profesional de Christian en 1874, junto con un antiguo pupilo de Charles Henry Purday (m. 1900), aunque se siguió trabajando solo en nombre de Ewan Christian). W. D. Caroe (1857-1938), que había sido asistente administrativo en la oficina de Christian, asumió el cargo de Arquitecto de los Comisionados Eclesiásticos tras la muerte de Christian, también fue un destacado diseñador de iglesias, siendo un buen ejemplo de su trabajo la iglesia de St. David en Exeter.

#### RIBA y Comisionados Eclesiásticos
La progresión profesional del arquitecto fue impresionante. Fue nombrado miembro Asociado (Associated) del Royal Institute of British Architects en 1840 y miembro (Fellow) en 1850 a la edad de 36 años. El RIBA, un prestigioso cuerpo nacional de arquitectos, se había formado en 1834 para el avance de la profesión y de sus miembros. Christian fue elegido vicepresidente del Instituto en 1880 y alcanzó el apogeo de su carrera cuando se desempeñó como presidente del mismo de 1884 a 1886 y recibió la Medalla de Oro del RIBA en 1887. Durante su larga carrera Christian fue un arquitecto muy ocupado y productivo que produjo más de 2000 obras, en gran parte para la Iglesia de Inglaterra. Llevó a cabo unas 1300 restauraciones y ampliacionees de iglesias en Inglaterra y Gales y construyó unas 90 nuevas iglesias completas, así como la construcción, restauración y ampliación de muchas rectorías, decanatos, canonías y palacios de obispos. Gran parte de sus trabajos eclesiales, particularmente sus 880 restauraciones de presbiterios, se llevaron a cabo en su calidad de Arquitecto de los Comisionados Eclesiásticos, un puesto muy influyente para el que fue nombrado en 1851 y que mantuvo hasta su muerte en 1895. Como tal, eso le dio un control considerable sobre la construcción y restauración de muchos edificios para la Iglesia establecida en todo el país en un momento crucial de expansión y desarrollo de la iglesia en la Gran Bretaña victoriana. Tras su nombramiento, Christian trasladó su práctica profesional a las instalaciones de los Comisionados en Whitehall Place, en Westminster, y luego convirtió los establos cercanos en sus oficinas cuando los Comisionados necesitaban más espacio. Ahí Christian permaneció el resto de su vida y durante ese tiempo, además de sus trabajos de construcción y de restauración, produjo miles de informes sobre diseños de edificios para la Iglesia de Inglaterra que se presentaron a los Comisionados Eclesiásticos para su aprobación, completó encuestas sobre las fábricas de las iglesias antiguas, incluidas las de 14 catedrales y evaluó muchos concursos de arquitectura, trabajo que continuó hasta cuatro días antes de su muerte a la edad de 80 años.

#### Primeros éxitos

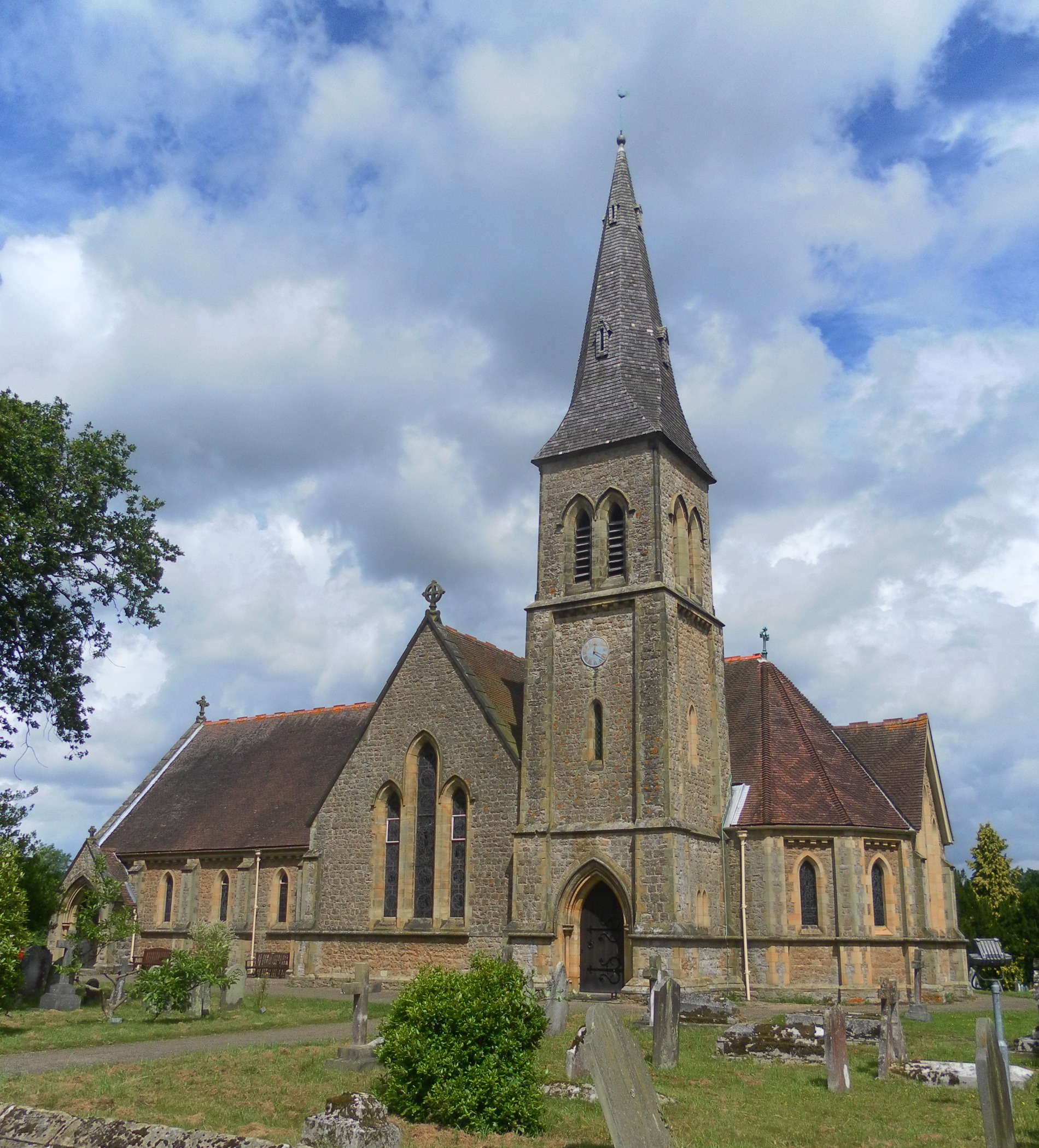
San Juan Evangelista, en Hildenborough, en Kent, la primera iglesia de Ewan Christian, completada en 1844.

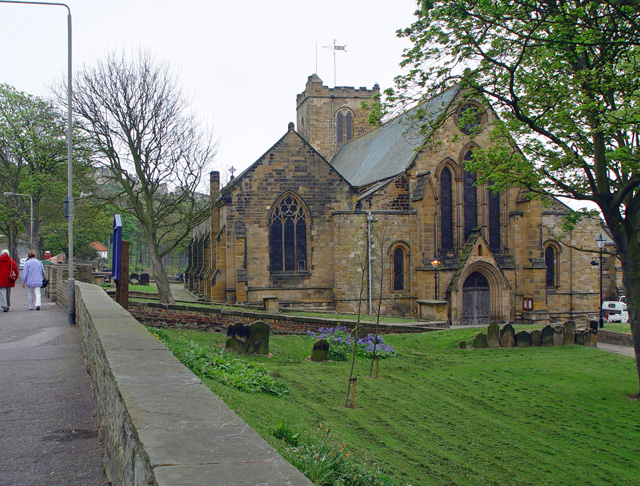
Iglesia de St. Mary, en Scarborough, una de las primeras restauraciones (1848-1852) de iglesias de Ewan. Reconstruyó el exterior de la nave lateral norte (a la izquierda de la imagen) y restauró la fachada occidental (la que se muestra) en su aspecto actual.

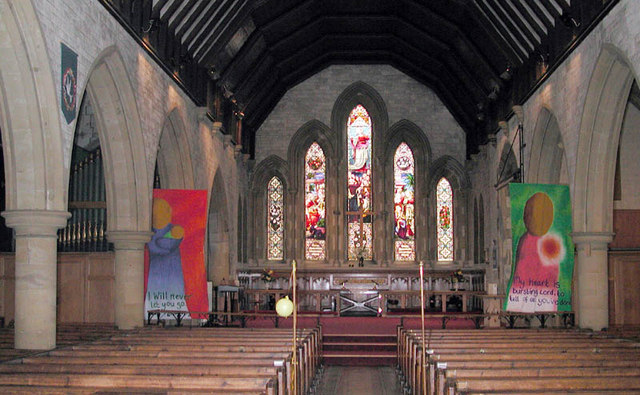
Vista interior de St Stephen (1851-1852), Tonbridge

Los primeros trabajos de Christian en iglesias en la década de 1840 le condujeron al comienzo del éxito. Poco después de establecerse en Bloomsbury Square, realizó el diseño ganador en el concurso para San Juan Evangelista, Hildenborough, en Kent, su primera iglesia, completada en 1844. Notablemente, la iglesia era de estilo neogótico inglés temprano, el gótico favorito de Christian, construida en piedra con altas ventanas lanceoladas, puntiagudas, y con forma de iglesia de predicación, muy amplia, abierta y espaciosa por dentro, centrando la atención en el sermón durante los servicios. Esto reflejaba las preferencias de Christian y su fe sostenida estrictamente, siendo un anglicano serio e intimidante de la baja iglesia anglicana. Su religión evangélica estaba profundamente entretejida en su vida; regularmente asistía ala capilla de San Juan, Downshire Hill, en Hampstead, y fue durante más de 35 años maestro de la Sunday School (escuela dominical) y superintendente allí. Leía diariamente la Exposition of the Old and New Testaments [Exposición del Antiguo y Nuevo Testamento] (1708-1710) de Matthew Henry (1662-1714) y siempre mantenía el domingo libre de negocios. Su afición por incorporar en sus diseños mejores mottos, proverbios y citas bíblicas quizás exprese este aspecto de él: 'Thwaitehead', la casa que construyó para sí mismo en Hampstead, exhibía su favorita, «God's Providence Is Mine Inheritance» [La Providencia de Dios es mi herencia], mientras que su propia oficina llevaba el lema «Trust And Strive» [Confía y lucha]. Después de su éxito en Hildenborough Christian comenzó a trabajar en el libro Illustrations of Skelton Church, Yorkshire [ Ilustraciones de la Iglesia Skelton, Yorkshire], su único libro, publicado en 1846. La iglesia de St. Giles en Skelton, York, es un pequeño ejemplo perfecto del inglés temprano, un estilo de laarquitectura gótica que Christian admiraba tanto y que había sido construida alrededor del año 1247, probablemente por los maestros albañiles del transepto sur de la York Minster. Debió de haber sido una delicia para Christian cuando más tarde fue encargado de restaurar la iglesia, proporcionándole un impresionante techo nuevo de madera abierta en 1882. Algunos de los dibujos para la publicación fueron hechos por J. K. Colling (1816-1905), un amigo y compañero pupilo de su tiempo en las oficinas de Habershon y Brown. Colling fue un maestro dibujante y más tarde proporcionó diseños de follaje para la decoración interior de la National Portrait Gallery de Christian. Christian obtuvo cierto reconocimiento de estas primeras obras, en particular de los partidarios del neogótico en arquitectura, y ganó el concurso para la restauración de la Iglesia de Santa María, Scarborough en 1847, a la que llamó «la piedra angular del éxito». Ese año Christian fue nombrado arquitecto consultor de la Sociedad de Construcción de Iglesias Diocesanas de Lichfield (Lichfield Diocesan Church Building Society) y también se convirtió en arquitecto consultor de la Sociedad de Construcción de la Iglesia Incorporada (Incorporated Church Building Society), un cuerpo establecido en 1818 para financiar la construcción y restauración de iglesias en el país. Christian luego se convirtió en presidente de su Comité de arquitectos.

Primeras obras
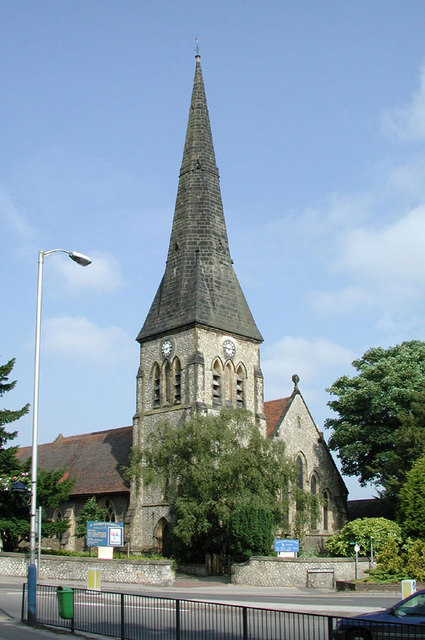
Iglesia de St Stephen's (1851-1852), Tonbridge, Kent, torre de 1853[NP 1]
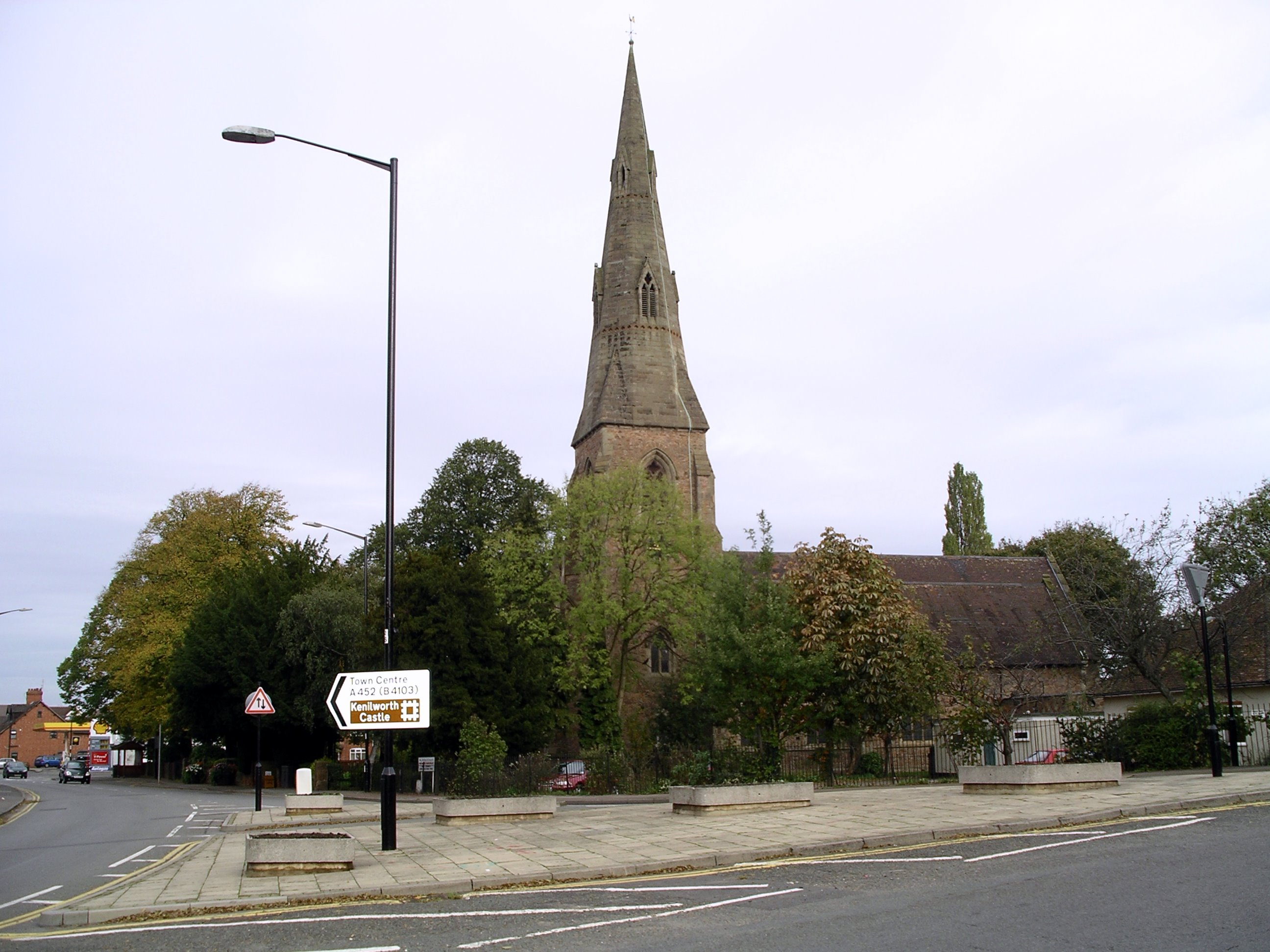
St John's Church (1851-1852), Kenilworth, Warwickshire, obra de Ewan Christian, showing the fine broach spire[PWe 1]
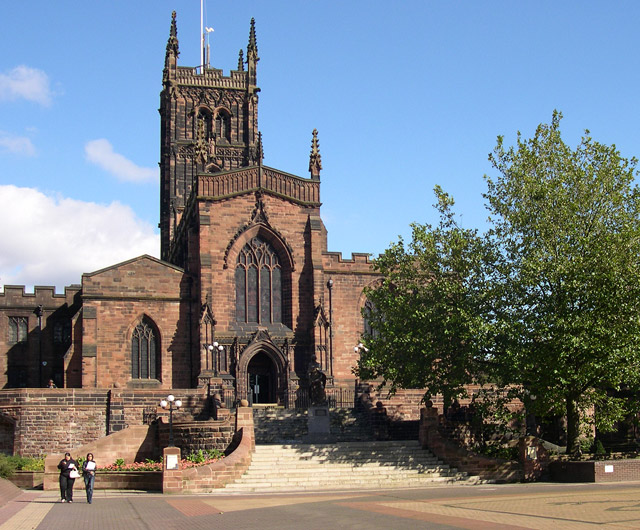
La Iglesia colegiata de St Peter, en Wolverhampton, Ewan Christian llevó a cabo una importante restauración de la iglesia, comenzando en 1852 y reconstruyendo el presbiterio en 1865.
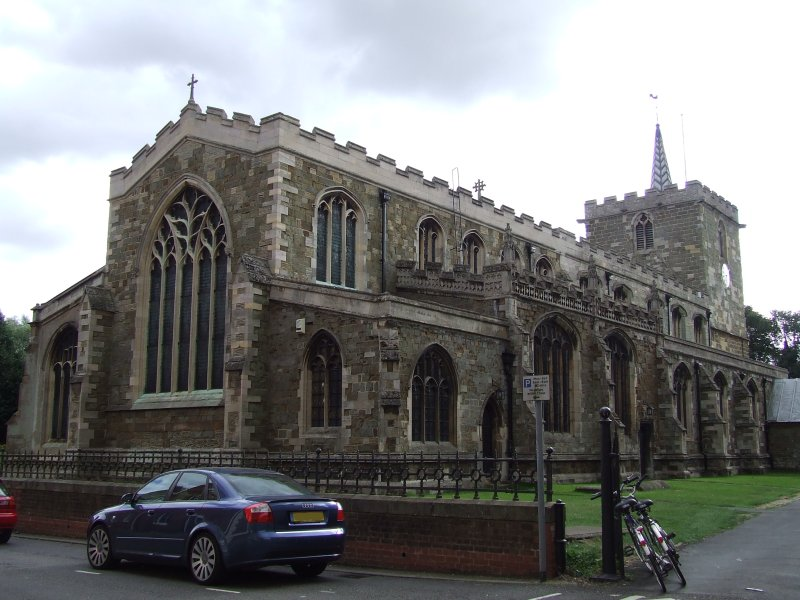
Iglesia de Santa María (1859-1861), Horncastle, Lincolnshire, Ewan Christian gave the church a major restoration in and rebuilt the chancel, its east window, pictured left, was modelled on that at Haltham Church in Lincolnshire

#### Restauraciones de la Southwell Minster y de la catedral de Carlisle

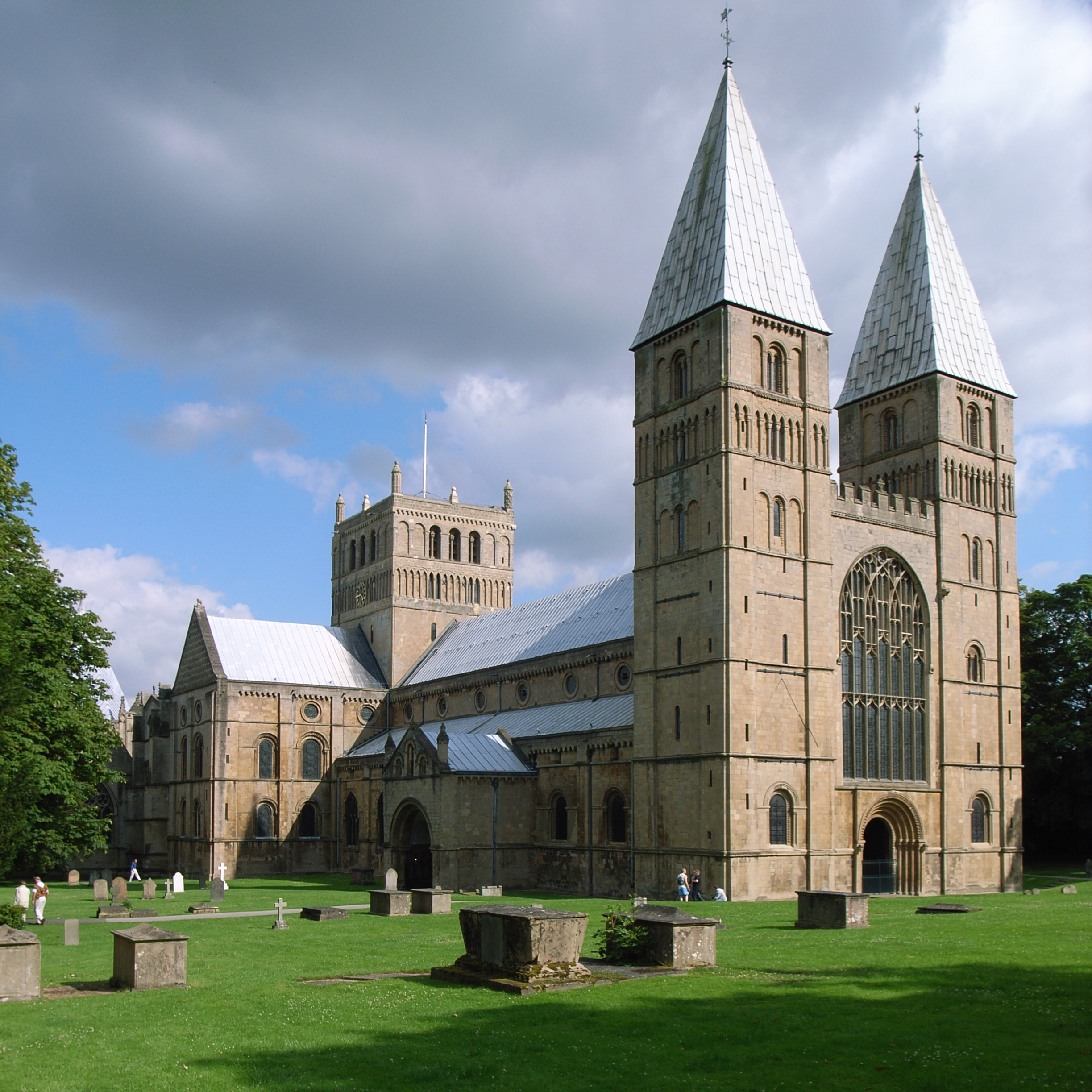
La restauración de Ewan Christian de la Southwell Minster duró 37 años, y las grandes agujas piramidales de las torres occidentales, vistas aquí, reemplazaron una característica perdida de la iglesia en 1881.

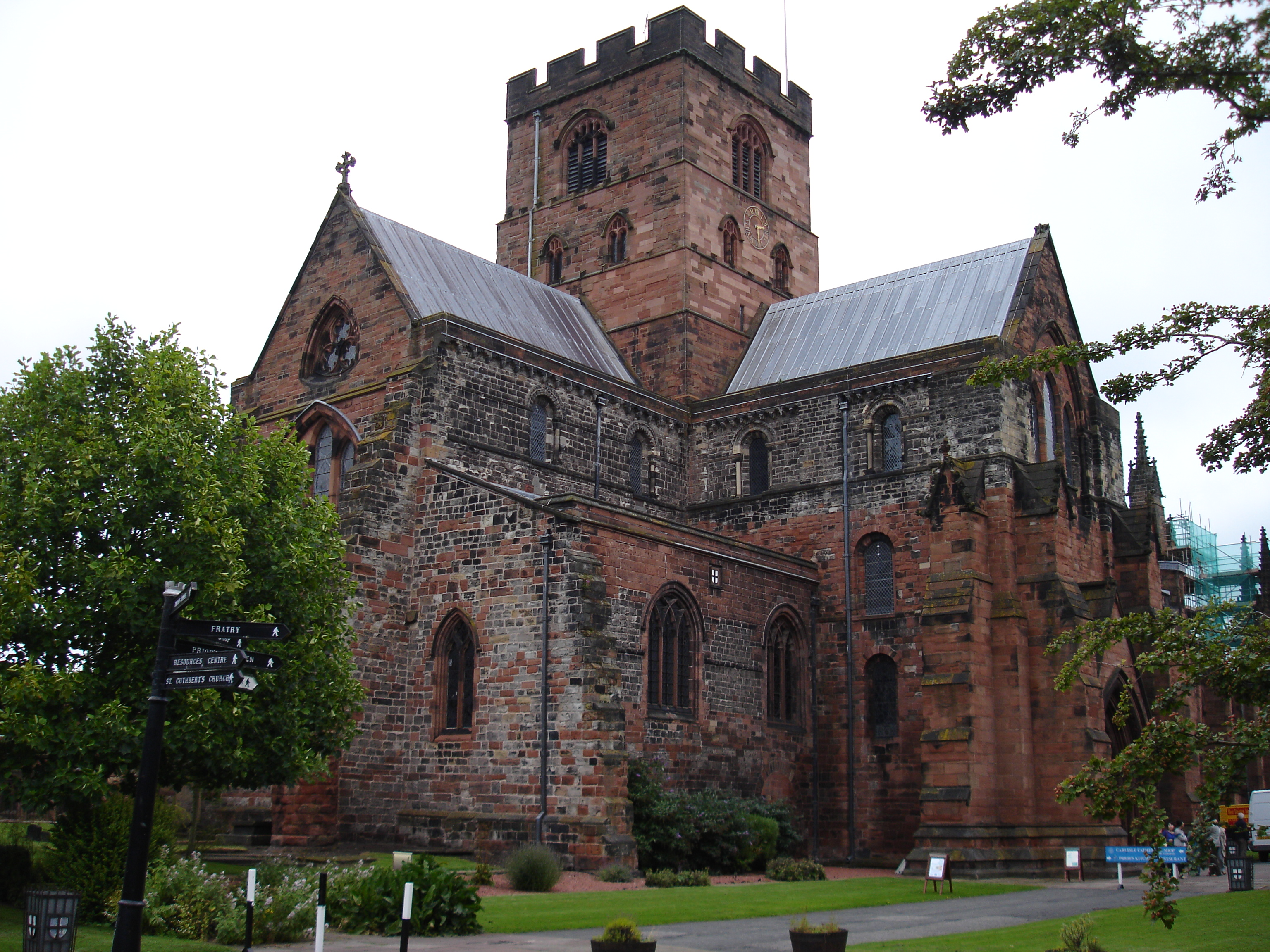
Catedral de Carlisle en Cumbria, Ewan Christian levó a cabo una importante restauración de la catedral entre 1853 y 1870.

Después de su nombramiento para los Comisionados Eclesiásticos en 1851, Christian comenzó una serie de restauraciones de iglesias importantes y prolongadas. Que en la antigua Iglesia Colegiata de San Pedro en Wolverhampton se inició en 1852 e implicó la reconstrucción del presbiterio, completado en estilo gótico decorado en 1865. Lo más notable fueron sus restauraciones de Southwell Minster en Nottinghamshire, comenzada en 1851, y de la catedral de Carlisle en Cumbria (1853-1870). En Southwell, el trabajo continuó durante 37 años, reparando los muros y la mampostería, y volviendo a techar el edificio y su famosa Sala Capitular con la pendiente más empinada que la original. La construcción de las impresionantes agujas piramidales en las torres occidentales (1881) restauró una característica perdida de la iglesia: las originales habían sido destruidas en un incendio de 1711 y el trabajo de Christian reemplazó los techos planos de 1802. En 1884 la iglesia fue elevada a catedral para la nueva diócesis de Nottinghamshire y de Derbyshire y su primer obispo George Ridding (1828-1904), anteriormente director del Winchester College, fue instalado allí.

#### Proyectos de iglesias
Entre las mejores iglesias originales de Christian se encuentran la Santísima Trinidad, en la Sunk Island, en East Riding of Yorkshire (terminada en 1877), la iglesia de San Mateo en Cheltenham, Gloucestershire (1878-1879), y su obra maestra iglesia de St Mark, Leicester (1869-1872), todas ellas citadas en la concesión de su premio Medalla de Oro del RIBA de 1887. La Santísima Trinidad muestra su estilo más típico de lancetas de ladrillo rojo, con la nave y el presbiterio bajo un único techo alto inclinado, con un ábside profundo hasta el presbiterio y con una torre audaz impresionante coronada por una aguja piramidal. La torre tiene otra característica familiar, una torreta de escaleras circular que se proyecta en voladizo hacia su lado este, que está coronada por su propia cubierta curva.

Algunas iglesias
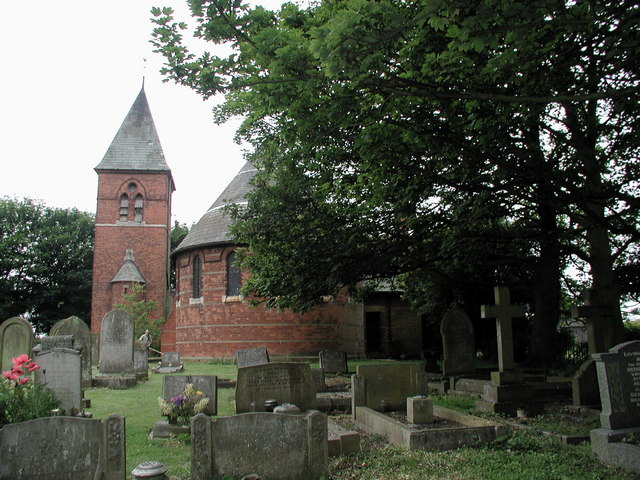
Iglesia de la Santísima Trinidad (1877), en Sunk Island, en el East Riding of Yorkshire
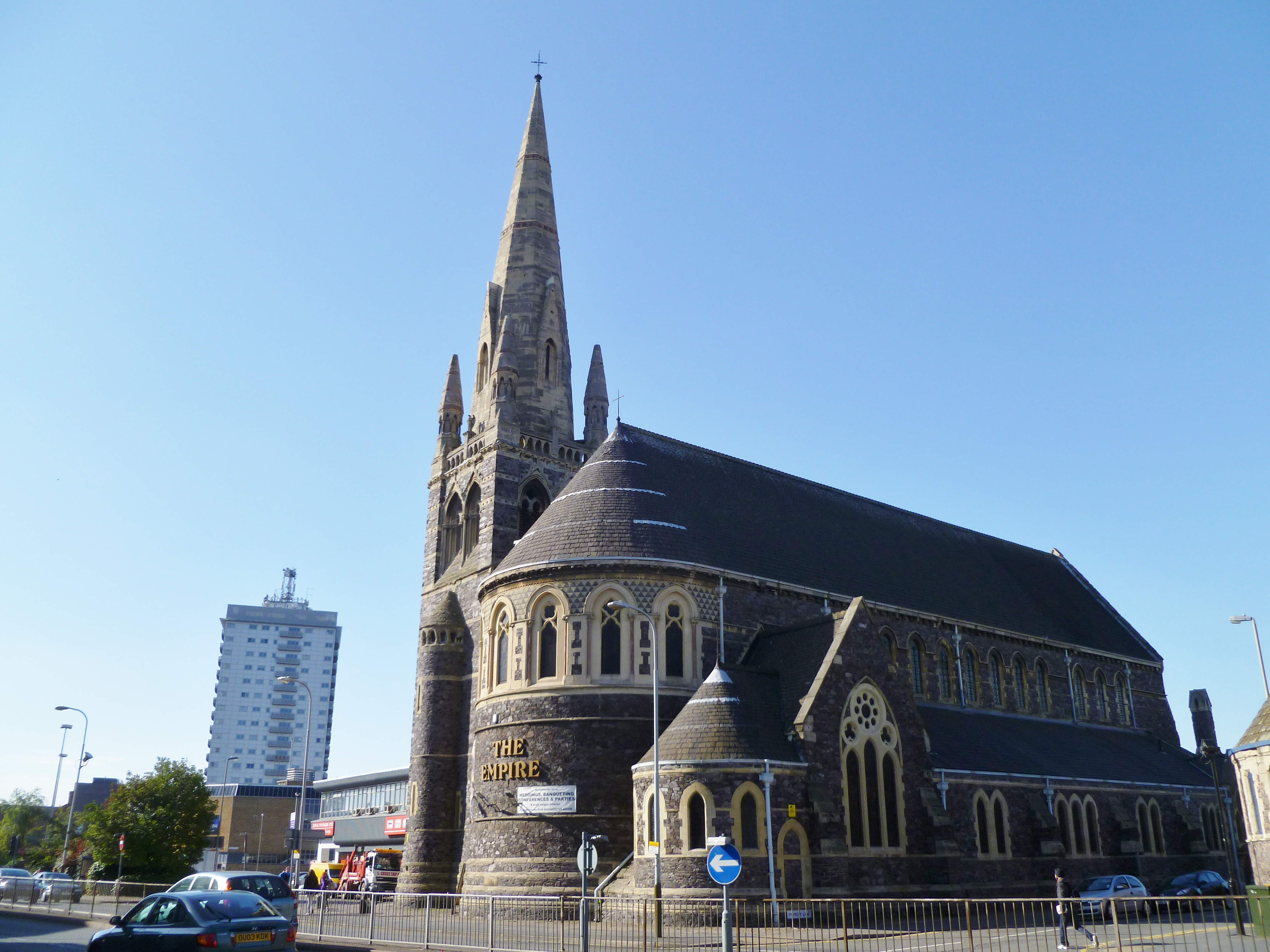
Iglesia de San Marcos, Belgrave Gate, Leicester, 1869-1872, la obra maestra del arquitecto, mostrando la composición de la fachada oriental y la torre sureste con su aguja. (La ampliación occidental de untramo de 1903-1904 hecha E.C. Shearman (1859-1939) se puede ver a la derecha)[PWi 2]
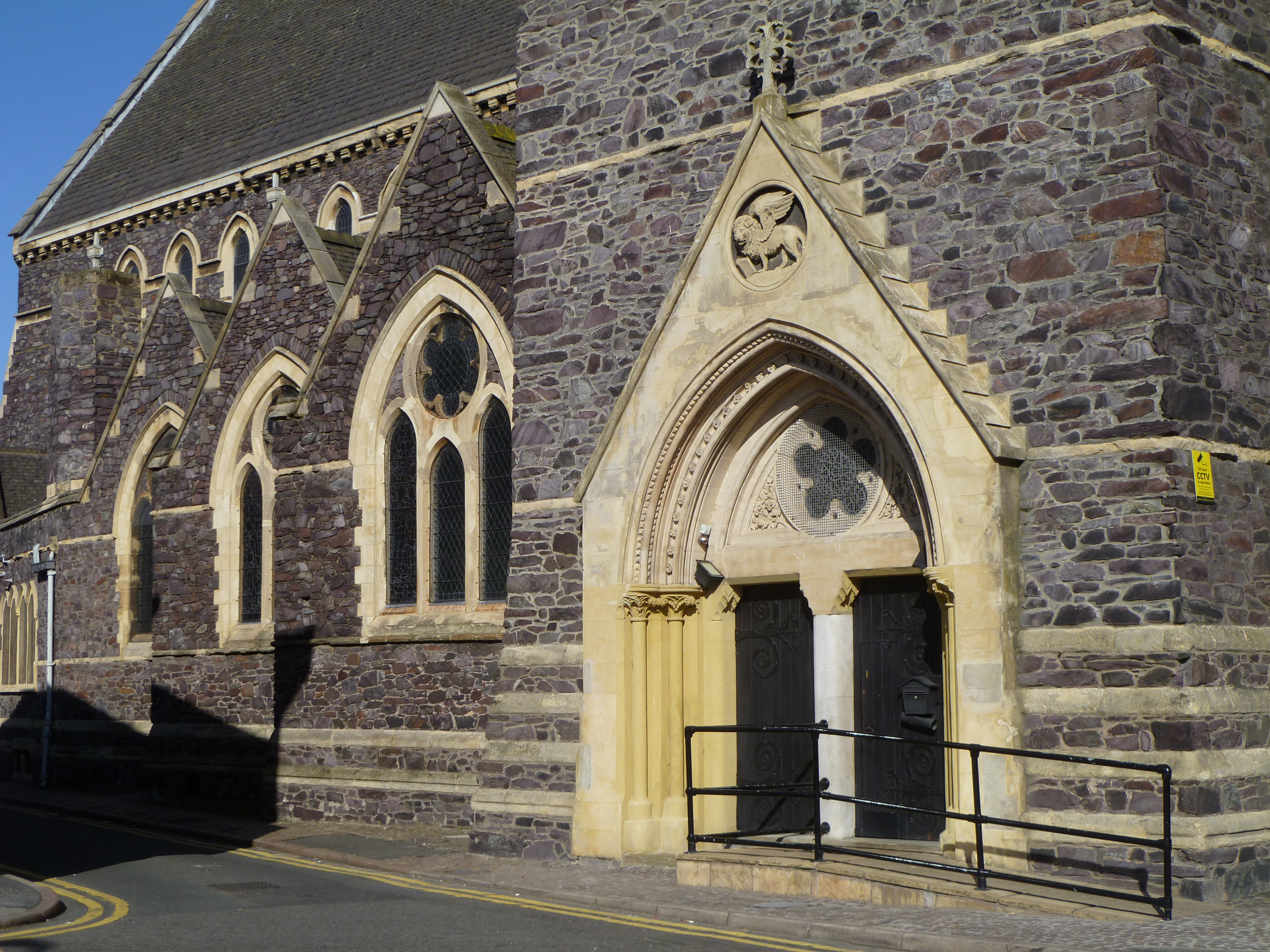
La iglesia parroquial de San Marcos, Leicester, 1869-1872, que muestra los hastiales escalonados de la nave lateral sur que se retiran del porche de la torre

La poderosa y melancólica torre de ladrillo rojo que Christian proporcionó para su iglesia de la Santísima Trinidad, Dalston (1878-1879), en el distrito londinense de Hackney, se encuentra sobre el crucero y recuerda el trabajo de su difunto amigo Samuel Sanders Teulon (1812-1873) con su sólida masa de partes y su torreta de escalera en saliente coronada por una cubierta cónica. Su estilo de lanceta de ladrillo rojo también se muestra con buen efecto en las pequeñas iglesias que Christian construyó para nuevas aldeas alrededor de The Wash en Lincolnshire, particularmente en San Marcos Holbeach y en Christ Church en Gedney Dawsmere, ambas terminadas en 1869. La nave y el presbiterio en un profundo ábside se encuentran bajo un único techo con poca división interior y son amplios y espaciosos por dentro. Disponen tanto de un bellcote (campanario-cuna) o de una aguja en lugar de una torre dominante para adaptarse a la apariencia y el entorno de la comarca, pero sin embargo, son impresionantes por su simplicidad y pureza.

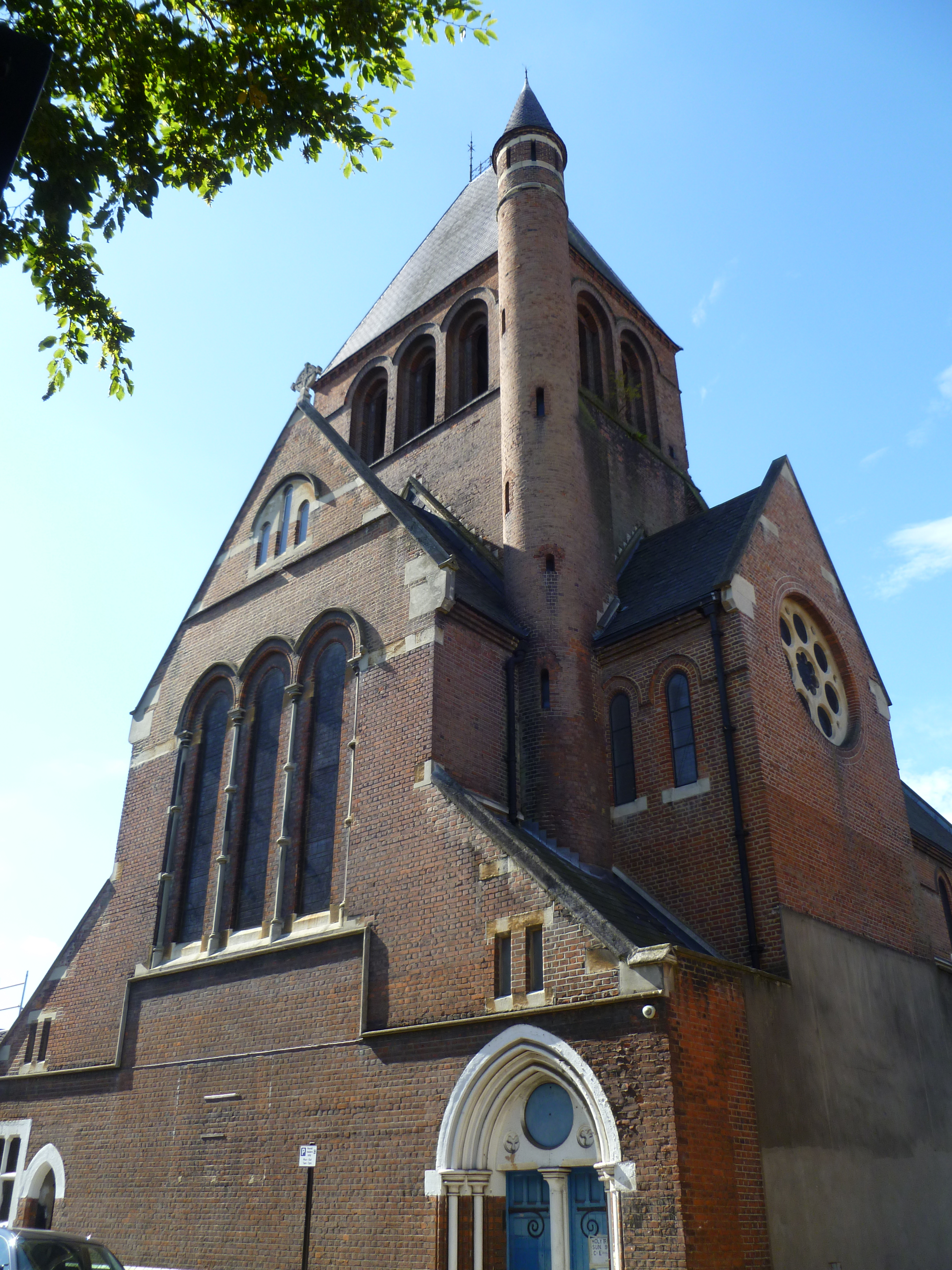
Iglesia de la Santísima Trinidad (1878-1879), en Dalston, obra de Ewan Christian que muestra la torre del crucero

A pesar de que se pensaba que era principalmente un arquitecto de ladrillos rojos, Christian estaba feliz de usar otros materiales de revestimiento cuando era apropiado y cuando el presupuesto era adecuado. La iglesia de San Mateo (1878-1879) en Cheltenham, descrita por David Verey como «admirable y guapa», está construida en piedra blanca rugosa con dibujos de sillería, mientras que en Todos los Santos, Viney Hill (1867), también en Gloucestershire, la iglesia está construida adecuadamente en la piedra arenisca local. Como esta, la iglesia de San Marcos (1869-1872) en Leicester utiliza diferentes materiales. San Marcos está revestida inusualmente en pizarra gris púrpura oscuro de las canteras del donante, William Perry Herrick (1794-1876), en Charnwood Forest, Leicestershire (la casa de Herrick, Beaumanor Hall, cerca de Loughborough, fue construida en 1845-1847 en un estilo jacobetense por William Railton (c.1801-1877), quien fue el predecesor de Christian como arquitecto de los Comisionados Eclesiásticos en 1838-1848). La iglesia muestra un presbiterio en ábside, techo alto y una gran torre coronada por una aguja de piedra caliza de Doulting que se eleva hasta 168 pies. San Marcos y San Mateo fueron diseñadas como iglesias de predicación evangélicas y tienen naves elevadas con poca división en el presbiterio y, como en la primera iglesia de Christian en Hildenborough en Kent, ambos centraban la atención en el púlpito. En el interior, San Marcos tiene una rica arcada de piedra con columnas de granito de Shap rosa pulido, capiteles pesados que muestran un follaje profundamente tallado y arcos policromados a rayas. Por encima de ellos hay redondeles de alabastro que muestran figuras de santos y profetas. Los altos tallos de mármol decoran el presbiterio y las paredes del interior muestran la afición de Christian por decorar sus edificios con textos bíblicos. Los límites sur y oeste de San Marcos, que originalmente estaban en ángulo, hicieron que el ancho del sitio se estrechara de este a oeste y que la longitud se estrechara de sur a norte. Para resolver el problema del límite sur, Christian colocó la torre en la esquina sureste de la iglesia y dispuso tres retiros desde allí hacia el oeste, lo que resultó en el exterior escalonado y gableteado hacia el muro sur. En el interior, el ángulo está disfrazado por la nave lateral sur que parece tener dos capillas que se proyectan desde ellal. En el extremo oeste, Christian dispuso un vestíbulo triangular debajo del nivel de la ventana oeste para que cupiese dentro del límite; fue demolido cuando la iglesia se amplió hacia el oeste por un nuevo tramo en 1904. De todas las iglesias de Christian, se dice que San Marcos es su obra maestra; en su estilo y diseño, en el uso de materiales y en la planta, destaca entre las grandes iglesias de otros famosos arquitectos victorianos.

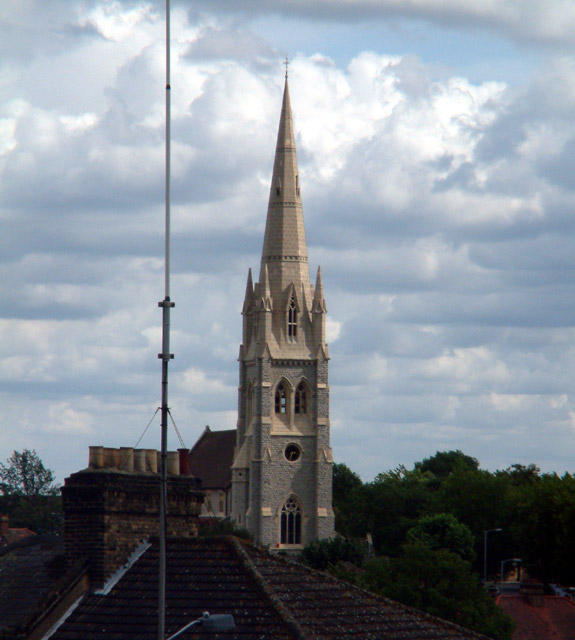
Christ Church (1852-1862), Forest Hill, en Lewisham; el campanario fue añadido en 1885

Iglesias de los años 1860
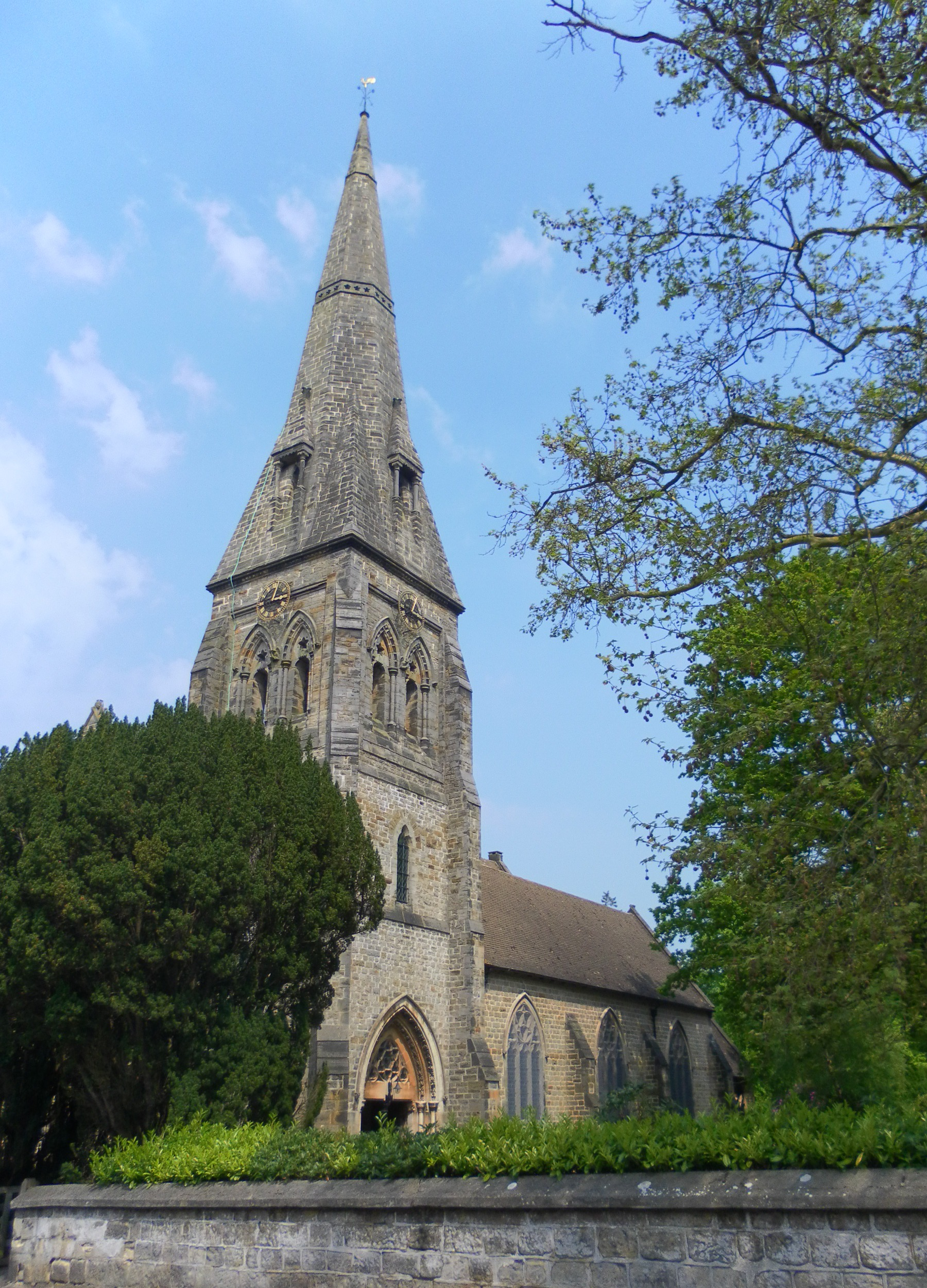
Iglesia de Santiago (1860-1862), Tunbridge Wells, las ventanas tiene una rica traceria geométrica y el suroeste empinao también sirve como un porche de entrada[NP 1]
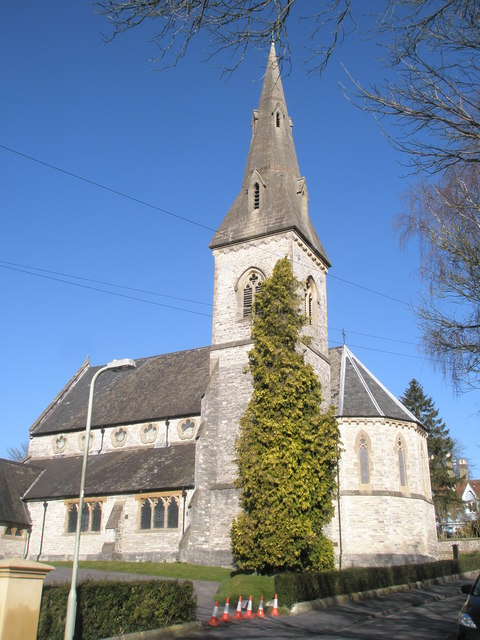
Christ Church (1861), Winchester, Hampshire, showing the south-east tower and broach spire and the polygonal chancel apse. The church has a striking clerestory with cinquefoil windows[PL 1]
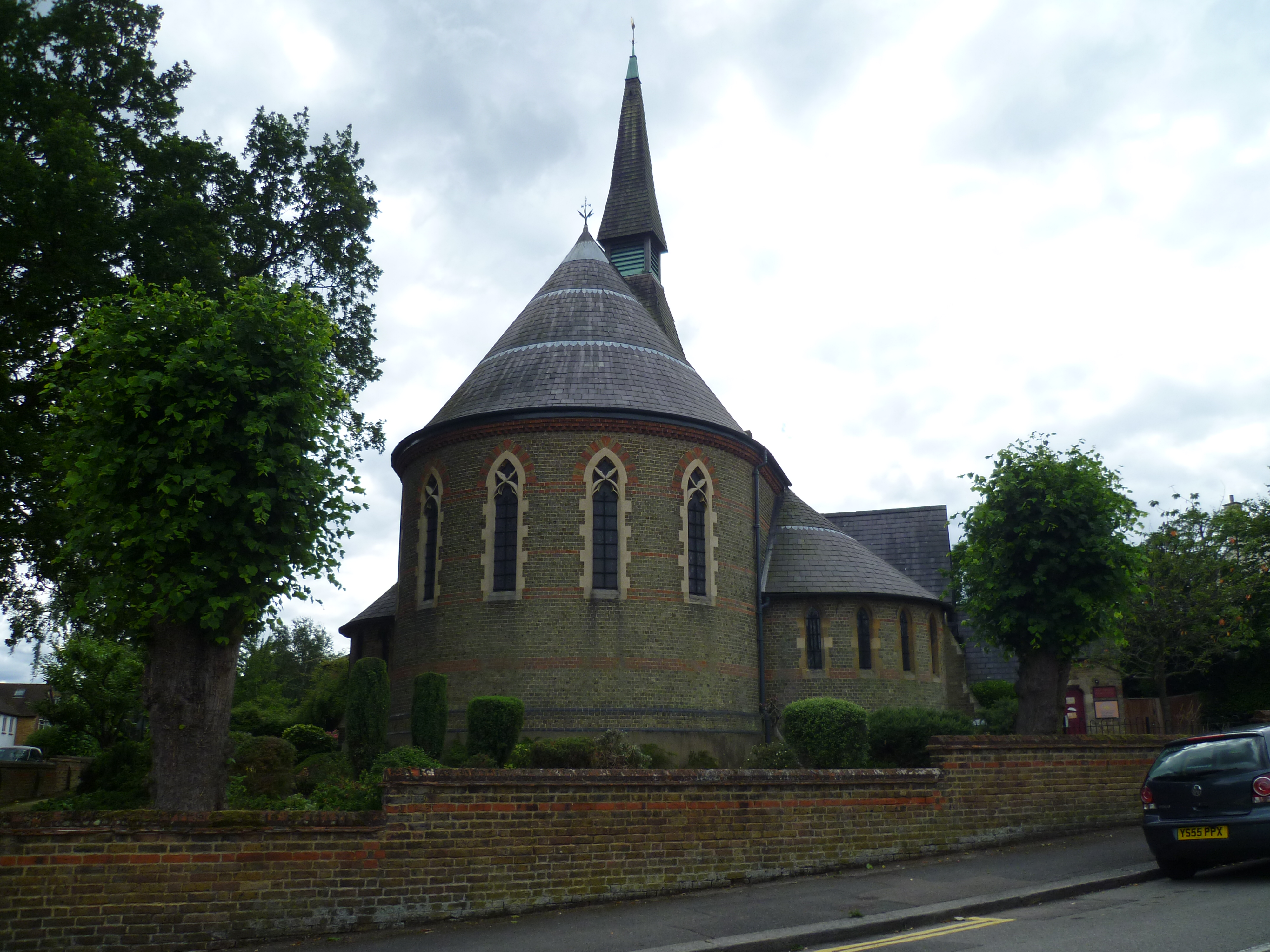
Iglesia de la Santísima Trinidad (1865) Lyonsdown Road, New Barnet, Londres, mostrando el fuerte ábside del presbiterio en stock brick con bandas de ladrillo rojas[CP 3]
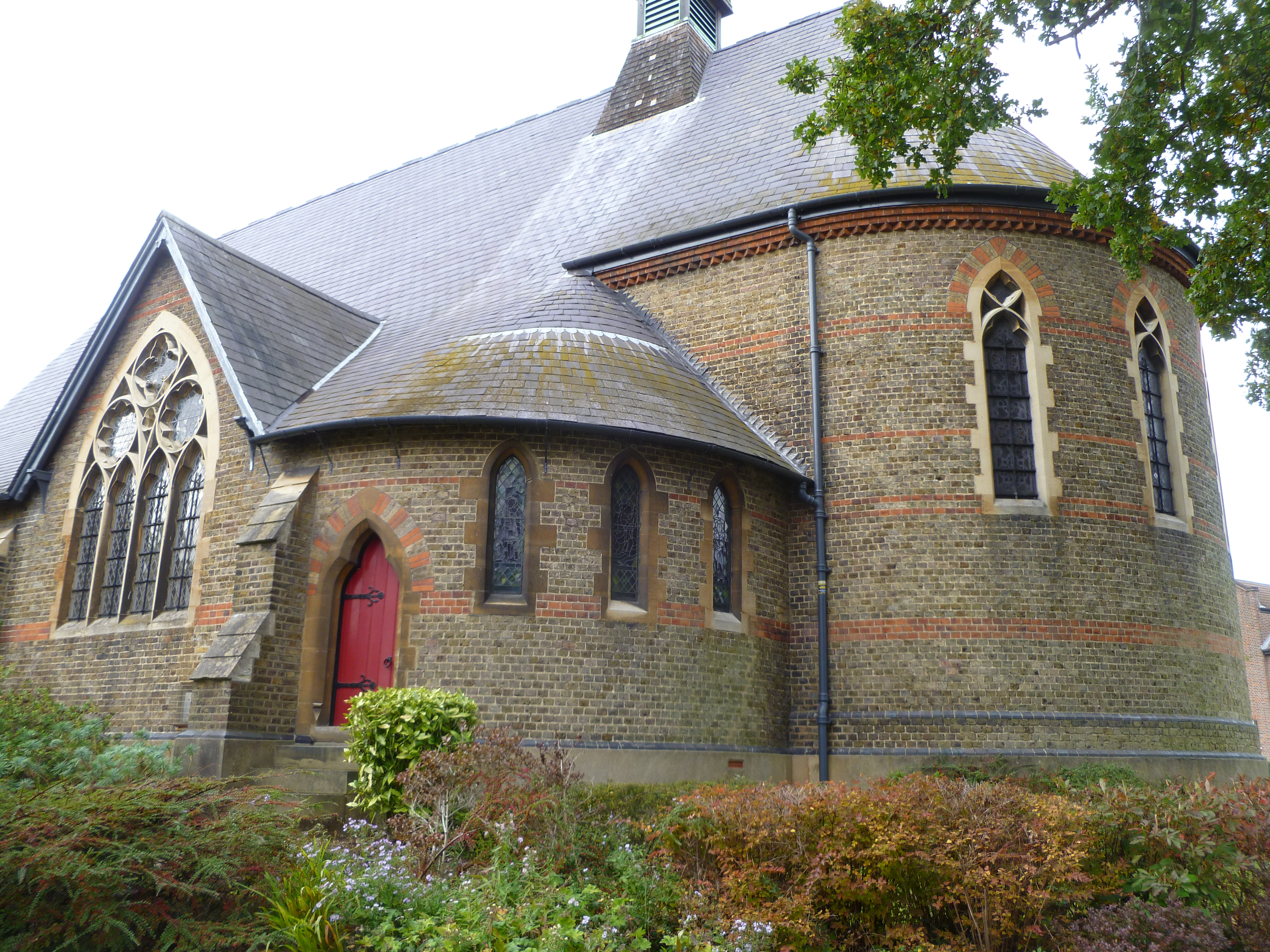
Iglesia de la Santísima Trinidad (1865), New Barnet, mostrando los ábsides
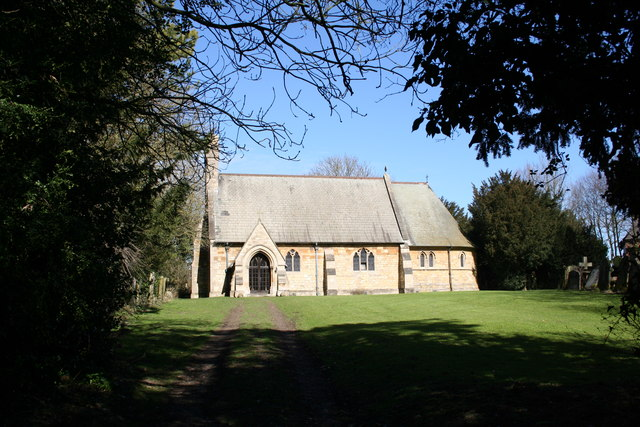
Iglesia de la Santísima Ascension (1867), Melton Ross, Lincolnshire, en piedra con un bellcote y un amplio ábside del presbiterio

#### Estilos

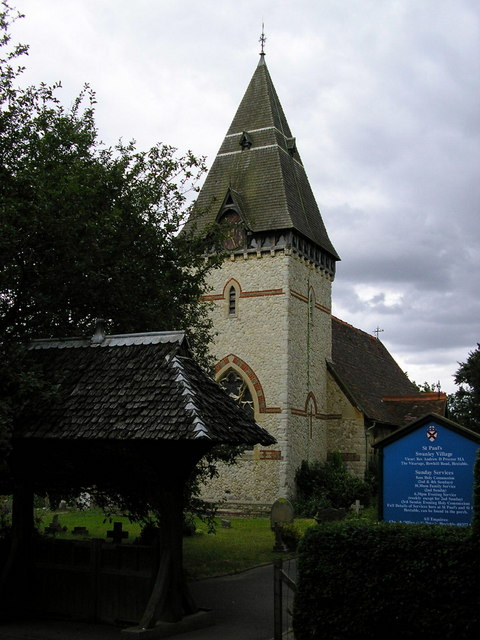
Iglesia de San Pablo (1861), Swanley Village en Kent; la torre fue agregada en 1865

Aunque el gótico inglés temprano era el favorito de Christian, no se limitó a él. Muchas de sus iglesias originales y restauraciones de iglesias exhiben hermosas tracería en las ventanas en otros estilos de arquitectura gótica. Un excelente ejemplo de su obra gótica decorada se puede ver en la Iglesia de San Juan, en Kenilworth, en Warwickshire, construida en 1851-1852, utilizando piedra arenisca roja cortada en bruto para el cuerpo de la iglesia con sillares dibujando y mostrando un elegante campanario al suroeste con una aguja de remate. Típicamente, el interior es abierto y espacioso con poca división entre la nave y el presbiterio. Otras iglesias de Christian en el estilo decorado son la iglesia de Cristo, en Forest Hill (1852-1862) en el distrito londinense de Lewisham, construida en ragstone kentina (un tipo de arenisca) con una impresionante torre y aguja de 1885, y la encantadora iglesia de San Pablo, en Swanley, en Kent, que se completó en 1861 con una torre oeste agregada entre 1862 y 1865, que está construida de piedra de escombros con bandas de ladrillo rojo y amarillo y rematada por una aguja piramidal escalonada.
Christian también trabajó en el estilo gótico perpendicular realizando algunas ventanas con tracerias perpendiculares muy atractivas para la iglesia de Santiago el Mayor (1883), en Oaks-in-Charnwood, en Leicestershire, que fue construida en granito local y tiene una hermosa torre oeste, y también para la iglesia de St Dionis de Parsons Green, en el distrito londinense de Hammersmith y Fulham, construida en ladrillo rojo con apósitos de piedra en 1884-1885, su torre se completó después de la muerte de Christian en 1896. Para la restauración de la antigua iglesia de San Lorenzo (1860) de Warkworth, en Northumberland, Christian proporcionó un grupo encantador de ventanas orientales del presbiterio en el estilo neonormando de arco de medio punto y diseñó un estuche de órgano neo-normando para la abadía de Romsey en Hampshire en 1858. En 1876-1877 añadió una capilla familiar y una sacristía de estilo neonormando a la iglesia de San Andrés, cerca de Weston Park, en Staffordshire, para que coincidiese con la obra clásica de 1701 un poco mejor que si hubiera empleado el neogótico. La composición de Canonías Menores (1878-1880) que Christian diseñó como residencias para los cánones de la catedral de San Pablo, Londres, en el cercano Amen Court, está en la forma de la arquitectura neorrenacentista doméstica de Norman Shaw, inspirada en edificios isabelinos y jacobinos originales. Aquí Christian proporcionó un diseño cuidadoso en ladrillo rojo, bellamente ubicado a lo largo del patio, con grandes ventanas con montantes y travesaños; gabletes con patrones y chimeneas altas; una torre coronada por su habitual techo piramidal y elegantes capuchas de concha sobre las puertas. Se ingresa al patio a través de una hermosa puerta de entrada, también en ladrillo rojo, con un arco Tudor que tiene una ventana de oriel arriba en ambos lados. De un estilo isabelino similar es el Banco (1884-1886) que Christian diseñó para la compañía Cox & Co, banqueros del ejército, en Whitehall, Westminster, aunque aquí el edificio está revestido en piedra. El antiguo banco se encuentra en la esquina norte de Craig's Court y tiene tres grandes gabletes decorados con un patrón de rejilla elevado similar al trabajo en Amen Court, tal vez aludiendo a los hastiales de madera de los edificios isabelinos. Debajo de los gabletes hay una extensión impresionantemente amplia de ventanas con montantes y travesaños para cada uno de los pisos superiores. Se agregó una ampliación a la esquina debajo de un aguilón más pequeño en 1900, diseñado por J. H. Christian. También en un atractivo estilo Shaw había dos grandes casas de convalecencia que Christian diseñó, la primera en Folkestone en Kent (1881, la capilla se agregó en 1888) y la segunda, la Casa de Convalecencia de Surrey en Seaford, East Sussex (1888-1891, demolida en la década de 1960), ambas tenían la habitual exhibición audaz de pesadas ventanas de piedra con gemas y travesaños, grandes gabletes, altas chimeneas y buhardillas. Finalmente, la Galería Nacional de Retratos de Christian en Londres, como se señaló anteriormente, fue diseñada en un sorprendente estilo neorrenacentista italiano.

Otros edificios
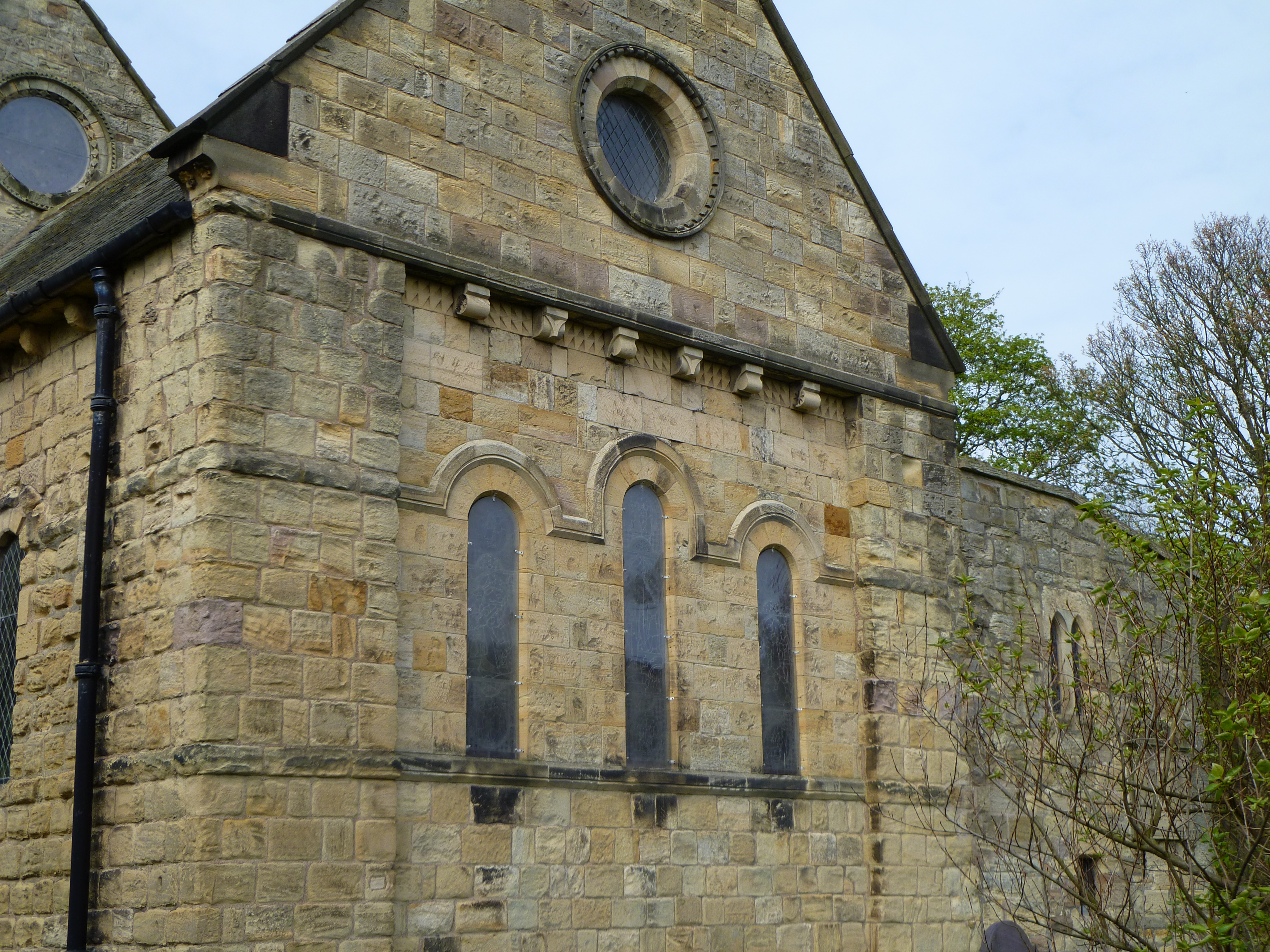
iglesia de San Lorenzo (1860) de Warkworth, en Northumberland, mostrando la ventana oriental neonormanda queChristian dispuso para larestauración del presbiterio de la antigua iglesia
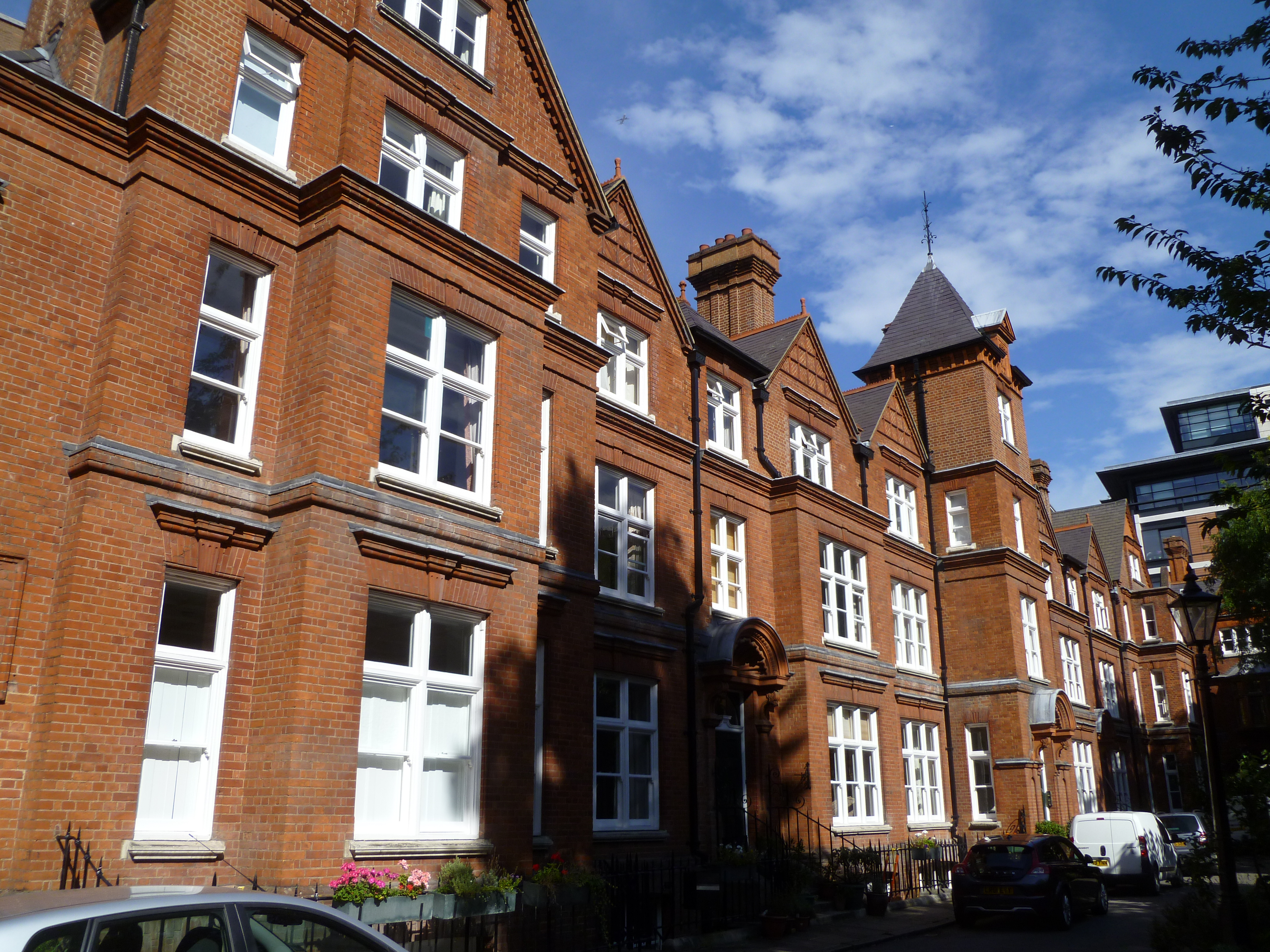
Minor Canonries, Amen Court, cerca de Ludgate Hill en la ciudad de Londres, diseñado por Ewan Christian Ewan Christian, 1878-1880
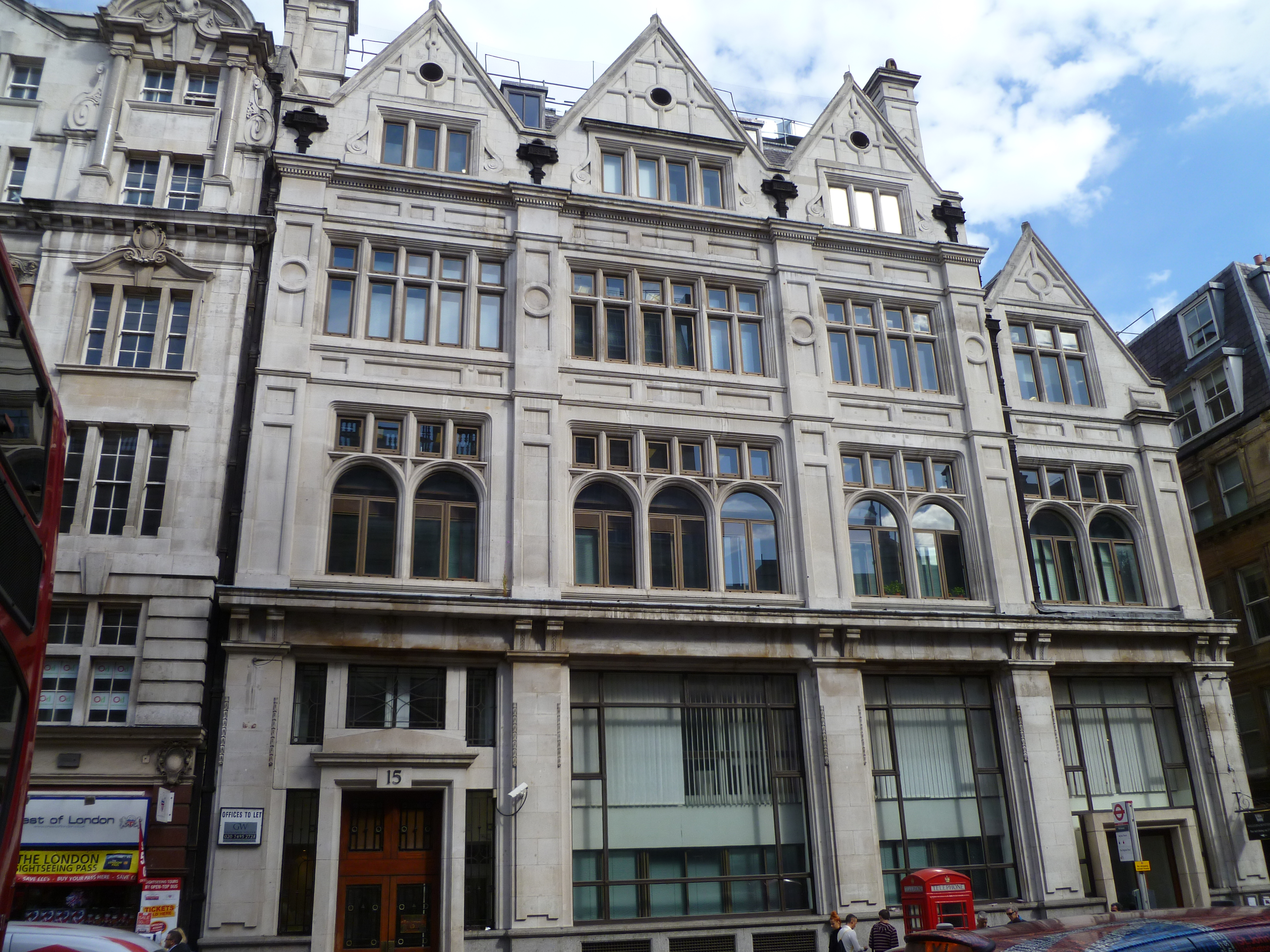
El antiguo Cox & Co Bank (1884-1886) en Whitehall, Westminster; la ampliación más baja, en la esquina de Craig's Court, es obra de 1900 de J. H. Christian

#### Proyectos de casas

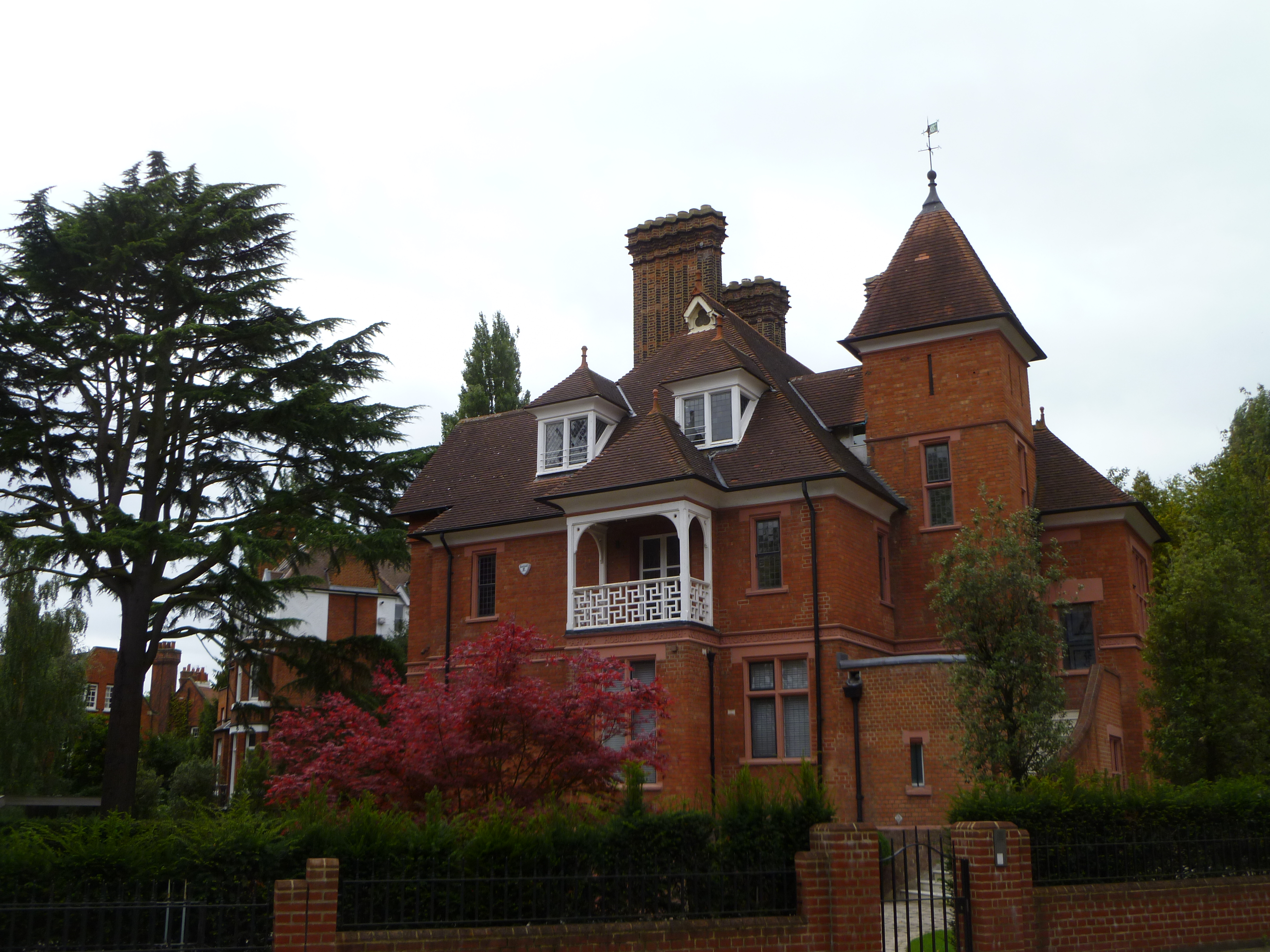
'Thwaitehead', la casa que Ewan Christian construyó para sí mismo en Well Walk, Hampstead, en 1881-1882

Aunque a menudo se considera a Christian un arquitecto de iglesias, también diseñó unas 120 casas, principalmente para caballeros ricos. Muchas fueron construidas en un pesado estilo Tudor, con grandes ventanas de piedra con montantes y travesaños, techos empinados con buhardillas y altas chimeneas de ladrillo y mostrando marcos decorativos de madera y tejas colgantes. Una de sus primeras casas fue la Market Lavington Manor en Wiltshire (completada en 1865) para Edward Pleydell Bouverie (1818-1889), un diputado liberal, comisionado del Patrimonio de la Iglesia y desde 1869 también un comisionado eclesiástico. La casa tiene un impresionante gablete exterior en ladrillo rojo con un paño de ladrillo azul. Christian comentó en su propia lista de obras que la casa había «traído a muchas otras en su tren». Su trabajo en 1876 en Glyndebourne, East Sussex, para William Langham Christie (1830-1913) implicó encerrar la casa Tudor original en un nuevo exterior de ladrillo también en estilo Tudor con grandes ventanales para llevar más luz al interior. Malwood (1883-1884), una casa diseñada cerca de Minstead en Hampshire (que no debe confundirse con Castle Malwood, que es una casa diferente) fue construida para el estadista liberal sir William Harcourt (1827-1904) y muestra la influencia del estilo 'old english' del arquitecto Norman Shaw (1831-1912). Christian diseñó el edificio para su emplazamiento en un claro del bosque en una cresta, cerca de los antiguos movimientos de tierra de un castro de la Edad del Hierro. Muestra un extenso entramado de madera sobre una planta baja de ladrillo rojo, con revestimientos de piedra y empinados techos con grandes gabletes y buhardillas y grupos de altas chimeneas de ladrillo.
La propia casa de Christian, 'Thwaitehead', llamada así por el pueblo natal de su madre en Lancashire, fue construida por él en 1881-1882 en un excelente sitio en Well Walk, Hampstead, con vistas a Hampstead Heath. (La vista se oscureció en 1904 cuando The Pryors, grandes bloques de mansion eduardiana, se construyó enfrente.) La casa está pintorescamente diseñada en ladrillo rojo y se encuentra en ángulo en la esquina de la carretera con grandes ventanas con modillones de piedra y una vano en voladizo de tejas colgadas. Los techos de tejas de color marrón rojizo de diferentes niveles tienen buhardillas caídas y enormes chimeneas acanaladas (en ladrillo marrón gris oscuro, para que coincida con los techos). Una torre muy típica con su propio techo piramidal se coloca asimétricamente en una esquina del edificio y hay un encantador balcón abierto en el primer piso con enrejado que tenía vistas al brezal. La banda de texto que corría alrededor del edificio en el nivel del primer piso e incluía la cita favorita de Christian «God's Providence Is Mine Inheritance» [La Providencia de Dios es mi herencia], ha sido restaurada recientemente en una restauración del edificio realizada por Belsize Architects. El diseño de Thwaitehead muestra predominantemente la influencia del estilo de arquitectura del neorrenacimiento doméstico que se hizo popular en ese momento a través del trabajo de Norman (1831-1912) y de W. E. Nesfield (1835-1888). Shaw también vivía en Hampstead en una casa que diseñó para sí mismo (completada en 1876) y su casa para la ilustradora de libros para niños Kate Greenaway en la cercana Frognal, Hampstead, construida en 1884-1885, muestra bonitos azulejos colgantes y un balconada y es en su carácter similar a la casa de Christian, construida solo tres años antes.

Edificios de vivienda
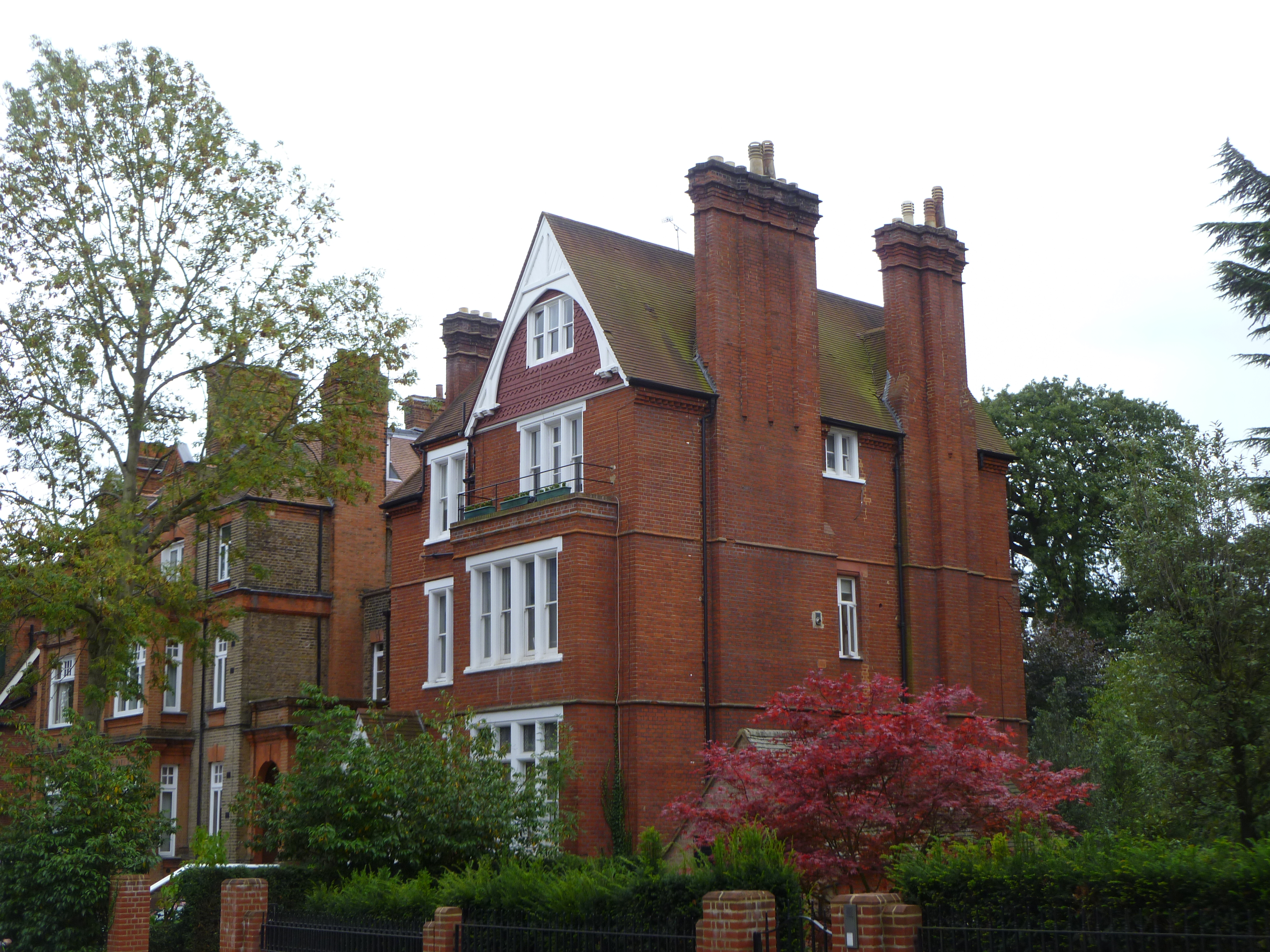
House in East Heath Road, Hampstead, Londres, 1880s, obra de Ewan Christian, showing Domestic Revival influences[CP 6]
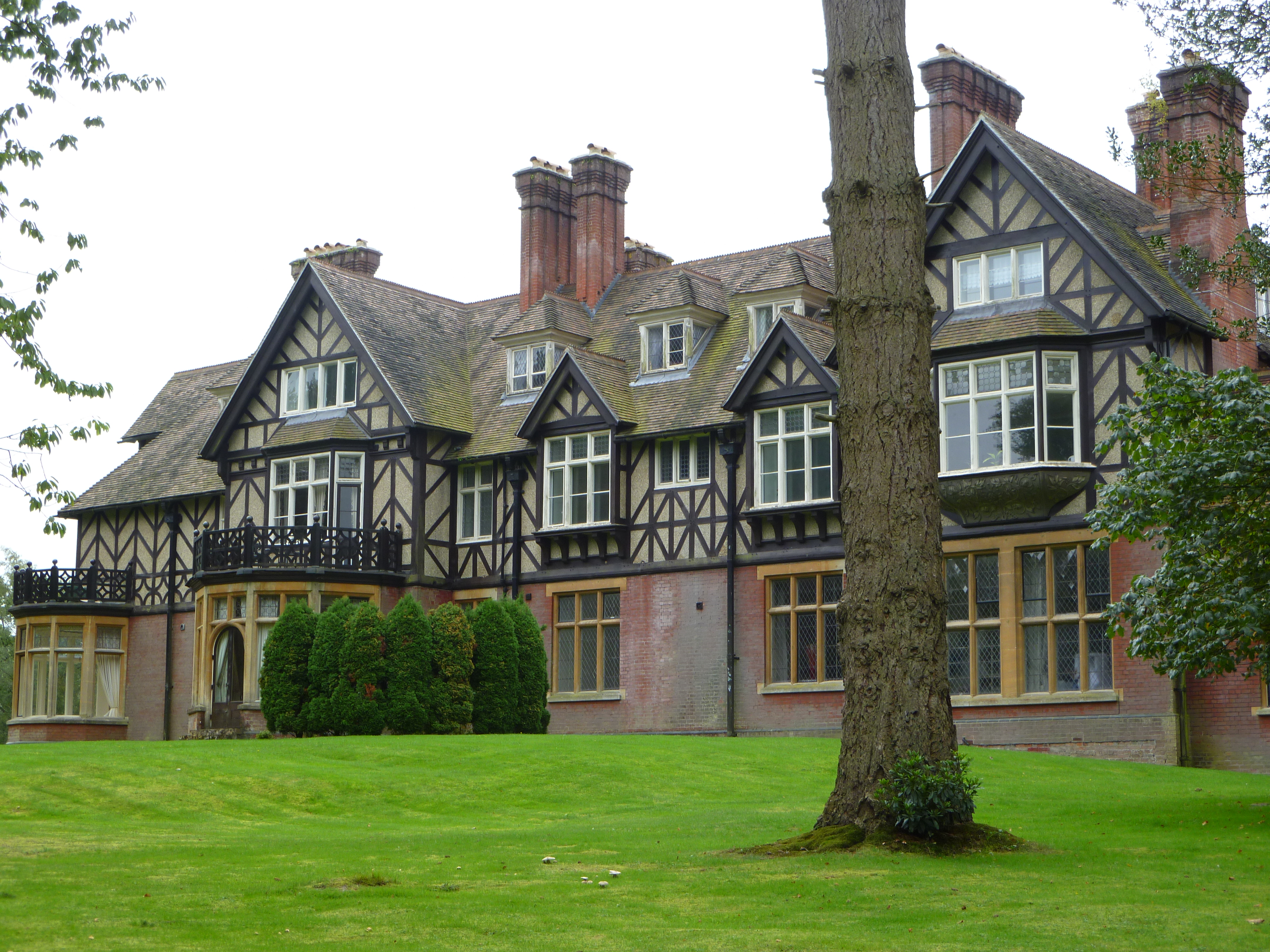
Malwood (1883-1884), cerca de Minstead en el New Forest, Hampshire, diseñada para el político liberal sir William Harcourt
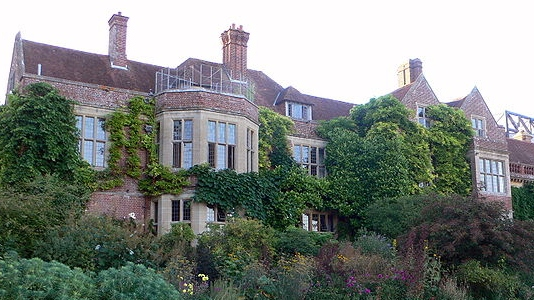
Glyndebourne (1876), East Sussex, Christian hizo grandes modificaciones a la casa, disponiendo grandes ventanales
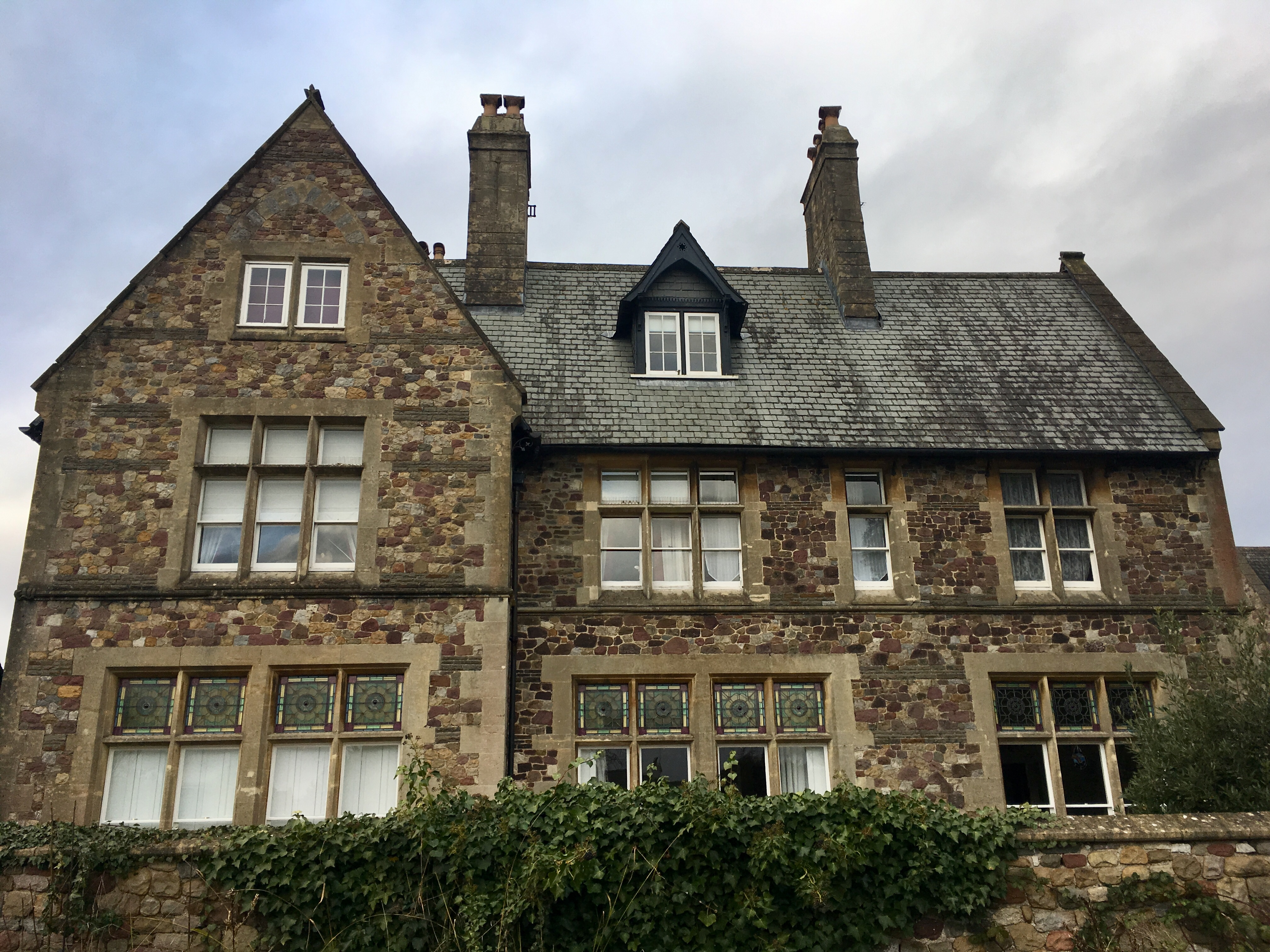

#### Encuestas y concursos de arquitectura
La colosal carga de trabajo de Christian requería enormes cantidades de energía para sacarla adelante y, a pesar de tener algunos episodios de enfermedades graves a medida que envejecía, el arquitecto continuó satisfaciendo las exigencias de su ejercicio profesional. Típico de su proceder fue su nombramiento en 1887 como Arquitecto Consultor de los Comisionados de Caridad (Consulting Architect to the Charity Commissioners) para quienes hizo un gran informe sobre las iglesias de la Ciudad de Londres, que se decía que era «la relación más completa [de ellas] jamás escrita». Christian inspeccionó personalmente las 54 iglesias, un trabajo extenuante y a veces peligroso, realizado cuando tenía más de 70 años. Christian llevó a cabo trabajos de restauración en varias de esas iglesias, siendo notablemente moderada y respetuosa la hecha en 1892-1895 para St Martin Ludgate en Ludgate Hill, una obra de sir Christopher Wren. Ese respeto contrasta con su trabajo de restauración bastante insensible de 1851 y 1866 en la iglesia de Cristo de Nicholas Hawksmoor, Spitalfields, en el este de Londres, donde eliminó drásticamente las antiguas galerías y los bancos de cajas e hizo modificaciones en las ventanas originales. El examen personal del arquitecto de la antigua torre inestable de la catedral de Chichester en 1861 podría haber resultado fatal, ya que se derrumbó en un vendaval un día después de haberla ascendido.
Además de sus encargos, Christian también actuó como asesor y juez en importantes concursos de arquitectura por todo el país, aunque no siempre de manera satisfactoria. Así fue para una catedral anglicana en Liverpool (1884-1886), en que su elección del extraño diseño de sir William Emerson en una mezcla de estilos, que se construiría en un sitio sensible cerca de St George's Hall, causó una controversia dentro del RIBA que se aireó públicamente en la prensa. El diseño elegido no fue construido y la actual catedral de sir Giles Gilbert Scott (1880-1960), iniciada en 1903 en un sitio diferente, surgió de un concurso posterior. Se pensó que el informe de Christian sobre el concurso por la catedral Episcopal de Santa María, Edimburgo (1872) era «un modelo de esa clase», aunque los donantes eligieron el diseño de sir George Gilbert Scott (1811-1878) antes de ver el informe de Christian que favorecía el diseño de George Edmund Street. El concurso en 1884 para un nuevo edificio de la Oficina del Almirantazgo y de la Guerra en Whitehall, Londres, involucró a Christian en el comité de selección como presidente del RIBA. El comité se enfrentó a un difícil proceso en dos etapas con 128 propuestas para evaluar. A pesar de su arduo y cuidadoso trabajo, el comité experimentó mucha hostilidad hacia sus elecciones y, después de haber hecho la selección final, las preocupaciones económicas parlamentarias llevaron al abandono del esquema (más tarde se construyeron dos edificios separados), lo que desperdició el tiempo y el esfuerzo de Christian y de sus colegas.

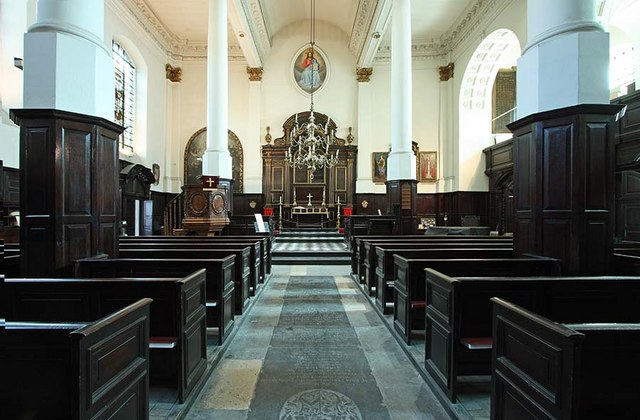
Iglesia de St Martin's Ludgate (1892-1895) (vista interior hacia el este) en Ludgate Hill en la ciudad de Londres, restaurada por Christian

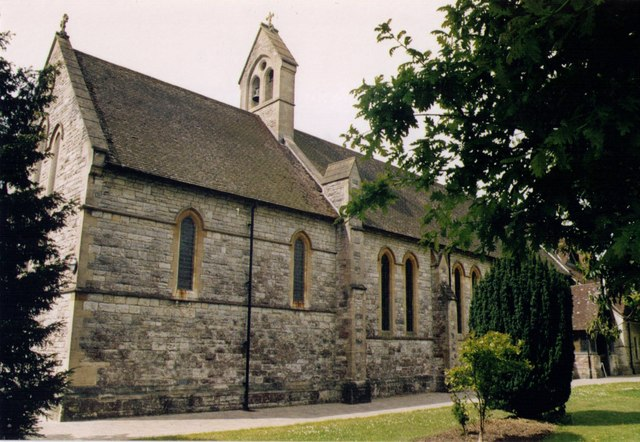
Iglesia de San Juan Bautista, Locks Heath, en Hampshire, una de las últimas iglesias de Christian, completada unos meses después de su muerte en 1895 y todavía en el estilo inglés temprano, como su primera iglesia

### Conclusión
Ewan Christian rara vez ha sido considerado como un gran genio en el mundo de la arquitectura y su trabajo ha sido muy criticado desde su muerte por ser generalmente soso y sin vida y que a menudo carece de elegancia y gracia. La Pevsner Architectural Guides de The Buildings of England contiene algunas críticas particularmente severas de muchas de sus obras, especialmente de las restauraciones de iglesias, como en St Peter en Shelford, Nottinghamshire, donde la entrada se refiere a una despiadada restauración del «insensible Mr Christian» mientras que en la de Santa María de Aldingbourne, en West Sussex, se refiere a una «restauración horrible» de Christian de 1867 dejando el exterior «mutilado y sin valor» y afirmó que su trabajo en las ventanas que se han llevado a cabo «con verdadero odio», una declaración provocativa y cuestionable.[cita requerida] Incluso durante su vida algunos pensaron que sus edificios carecían de inspiración y que las restauraciones de sus iglesias eran insensibles. Sobre este tema, William Morris (1834-1896) escribió una vez que Christian era «un gran criminal» en relación con su supervisión del trabajo en la iglesia de San Andrés, Deopham, en Norfolk. Tales comentarios han empañado seria e injustamente la reputación profesional del arquitecto a lo largo de los años y han puesto en duda sus habilidades como diseñador. Los historiadores de la arquitectura moderna han pensado que Christian es «normalmente pedestre en su producción» y han declarado que «poca de su inmensa producción muestra imaginación». Christian fue al menos considerado como un par de manos seguras para cualquier encargo realizado y siempre fue visto como confiable, competente y concienzudo en su trabajo. Era conocido por la solidez de sus construcciones y odiaba la mano de obra de mala calidad y los frentes «simulados». Su preocupación por la construcción sólida también influyó en sus evaluaciones para los Comisionados Eclesiásticos.como muestra cuando molestó a William Butterfield (1814-1900) al insistir en que el arquitecto regruesara los murosen su diseño de la iglesia de San Juan (1876) en Clevedon, Somerset. Debe recordarse que Christian fue un arquitecto muy prolífico y que, naturalmente, habría algunas obras pedestres entre una producción tan grande, como hubo con otros arquitectos prolíficos del período victoriano, incluidos los más eminentes y altamente aclamados de ellos como William Butterfield, George Edmund Street y sir George Gilbert Scott. Además, sus edificios y restauraciones para los Comisionados Eclesiásticos tuvieron que mantenerse dentro de presupuestos muy estrictos y eso no permitía mucha elaboración en sus diseños. Los empleadores de Christian sin duda esperaban que llevara a cabo sus restauraciones a un estándar establecido que incluiría la eliminación de bancos y galerías de cajas viejas y el suministro de nuevos asientos y muebles, como en el trabajo del arquitecto en Christ Church, Spitalfields. Se mantuvo escrupulosamente dentro del presupuesto de sus empleadores y siempre se preocupó por satisfacer las necesidades y requisitos del cliente en sus encargos, como se muestra claramente en su trabajo para W. H. Alexander en la National Portrait Gallery, en Londres. Christian era más que capaz de producir una arquitectura sobresaliente cuando el encargo y el presupuesto le permitieron la oportunidad, como en la iglesia de San Marcos en Leicester y en San Mateo en Cheltenham y como lo demuestra su propia casa en Hampstead, Londres. Incluso su primera iglesia, San Juan Evangelista en Hildenborough, Kent, muestra claramente esa cualidad como enfatizó el historiador John Julius Norwich cuando instó a los devotos ávidos de las iglesias diseñadas por los arquitectos victorianos más famosos «a mirar detenidamente este extraordinario edificio» que pensaba en su planta interior abierta como «asombrosa para la década de 1840». Calificó a Ewan Christian como «un revolucionario con un toque de genio».

## Obras

### Inglaterra
- 1844: iglesia parroquial de San Juan Evangelista, Hildenborough, Kent[NP 1]
- 1844-1845: iglesia parroquial de San Nicolás, Austrey, Warwickshire: ventanas del presbiterio[PWe 2]
- 1847: Great Barr, Staffordshire: vicaría[35]
- 1848: Casterton Grange, Casterton, Westmorland (ahora parte de Cumbria)[36]
- 1848-1852: iglesia parroquial de St. Mary with Holy Apostles, Scarborough, Yorkshire: general restauración y reedificación of the outer north aisle,[Pev. 5]
- 1851 (y 1866): iglesia parroquial de Christ Church, Commercial Street, Spitalfields, Londres: restauracións de[27]
- 1851-1852: iglesia parroquial de San Juan, Kenilworth, Warwickshire[PWe 1]
- 1851-1888: Southwell Minster, Southwell, Nottinghamshire: gran restauración[2]
- 1852-1853: iglesia parroquial de San Nicolás, Nuneaton, Warwickshire: arco del presbiterio,[PWe 3]
- 1852-1862: iglesia parroquial de Christ Church, Forest Hill, London Borough of Lewisham, torre de 1885[CP 4]
- 1852-1865: The Collegiate Church of San Pedro, Wolverhampton: restauración y reconstrucción del presbiterio[Pev. 2]
- Iglesia parroquial de St. Theobald & St. Chad, Caldecote, Warwickshire: restauración, 1857[PWe 4]
- 1858: Romsey Abbey, Hampshire: organ case[PL 2]
- 1859: iglesia parroquial de Santo Tomás, East Orchard, Dorset: presbiterio[NP 2]
- 1859: iglesia parroquial de Santa María la Virgen, Eastfield, Peterborough[Pev. 6]
- 1860: iglesia parroquial de Santa María la Virgen, Market Lavington, Wiltshire: restauración[PC 2]
- 1860: iglesia de Santa María, Horncastle[37]
- 1860: iglesia parroquial de St. Laurence, Warkworth, Northumberland: restauración del presbiterio[24]
- 1860: iglesia parroquial de San Pedro, Belgrave, Leicester: restauración del presbiterio, 1860[PWi 6]
- 1860: The Long Close, Hollington, Staffordshire [cita requerida]
- 1861: Christ Church parish church, Winchester[PL 5]
- 1861: iglesia parroquial de San Pablo, Swanley, Kent, torre añadida en 1865[NP 1]
- 1861-1862: Iglesia de Santiago Apóstol, Bonsall, Derbyshire: restauración,[PWi 7]
- 1863: Iglesia parroquial de St. Nicolas, Kings Norton, Birmingham: restauración[PWe 5]
- 1860s: iglesia parroquial de Todos los Santos, Gussage All Saints, Dorset: presbiterio[NP 3]
- 1863: iglesia parroquial de Santa María Magdalena, Eardisley, Herefordshire: renovación de las ventanas de la nave lateral sur[Pev. 7]
- 1863-1864: iglesia parroquial de Todos los Santos, Hoby, Leicestershire: general restauración and reedificación del presbiterio[PWi 8]
- 1864: iglesia parroquial de San Mateo, Langford, Oxfordshire: restauración de cubiertas[38]
- 1865: Manor House, Market Lavington, Wiltshire[PC 1]
- 1865-1866: St Michael's Church, Stanton by Bridge, Derbyshire: restauración[39]
- 1865-1870: St. Mary's Church, Goudhurst in Kent: restauración[40]
- 1867: iglesia parroquial de Santa María la Virgen, Aldingbourne, West Sussex, restauración[41]
- 1867: iglesia parroquial de Santa María la Virgen Piddlehinton, Dorset: nave lateral norte y extremo occidental[NP 4]
- 1867-1869: iglesia parroquial de Santa María, Bampton, Oxfordshire: restauración[42]
- 1868 Hinton Daubney, Hampshire: reedificación de casa[PL 6]
- 1868: iglesia parroquial de San Miguel y Todos los Ángeles, Poulton, Gloucestershire: vicaría[43]
- 1868-1869: iglesia parroquial de San Marcos, Holbeach St Marks, Lincolnshire[44]</ref>
- 1868-1869: iglesia parroquial de San Mateo, Holbeach St Matthew, Lincolnshire[44]
- 1869: iglesia parroquial de Christ Church, Gedney Dawsmere, Lincolnshire[45]
- 1869: iglesia parroquial de San Pedro y San Pablo, Hellingly East Sussex: restauración de la nave y del presbiterio [cita requerida]
- 1869-1870: Iglesia de Todos los Santos, East Meon, Hampshire: restauración del interior[46]
- 1869-1870: iglesia parroquial de San Juan Evangelista, Langrish, Hampshire,[PL 7]
- 1869-1871: iglesia parroquial de San Juan Bautista, Abthorpe, Northamptonshire[PC 3]
- 1869-1872: iglesia parroquial de San Marcos, Belgrave Gate, Leicester[PWi 9]
- 1870-1871: iglesia parroquial de Santa María la Virgen, Greywell, Hampshire: presbiterio[PL 8]
- 1871-1872: iglesia parroquial de St. James the Great, South Leigh, Oxfordshire: restauración[47]
- 1872: iglesia parroquial de San Miguel, Bishop's Itchington, Warwickshire[PWe 6]
- 1872-1875: St Michael's Church, Heighington, County Durham: restauración
- 1874-1875: iglesia parroquial de St. James, Norton-by-Kempsey, Worcestershire: restauración (con W.J. Hopkins),[Pev. 8]
- 1871-1873St Bartholomew's Church, Butterton
- 1875: iglesia parroquial de St. Pancras Alton Pancras, Dorset: presbiterio[NP 5]
- 1875: iglesia parroquial de Todos los Santos, Caddington, Bedfordshire: restauración, incluyendo la reedificación del presbiterio[Pev. 9]
- 1875: iglesia parroquial de Todos los Santos, Farley, Wiltshire: restauración[PC 4]
- 1877-1878: iglesia parroquial de la Asunción de Santa María la Virgen, Hinckley, Leicestershire: capillas del presbiterio y parte de los transeptos[PWi 10]
- 1876: iglesia parroquial de San Pedro y San Pablo, Hambledon, Hampshire: restauración del presbiterio[PL 9]
- 1876: Glyndebourne, East Sussex: modificaciones amplias de la casa[25]
- 1876-1877: iglesia parroquial de la Santísima Trinidad, Sunk Island, East Yorkshire[Pev. 3]
- 1876-1878: iglesia parroquial de San Pedro, Shelford, Nottinghamshire: restauración[PWi 11]
- 1877: iglesia parroquial de San Pedro y San Pablo, Alconbury, Bedfordshire: reedificación de la base de la torre[Pev. 10]
- 1877-1878: iglesia parroquial de San Miguel y Todos los Ángeles, Claverdon, Warwickshire: restauración[PWe 7]
- 1878: iglesia parroquial de San Jorge, Bourton, Dorset: ampliaciones[NP 6]
- 1878: Iglesia parroquial de St Peter, Preston Village, Brighton, Preston Village, Brighton, restauración del presbiterio[48]
- 1878-1879: iglesia parroquial de San Mateo, Clarence Street, Cheltenham, Gloucestershire[19]
- 1878-1879: iglesia parroquial de la Santísima Trinidad, Beechwood Road, Dalston, London Borough of Hackney[CP 2]
- 1878-1880: iglesia parroquial de San Pedro, Pitton, Wiltshire: restauración,[PC 5]
- 1878-1880: Minor Canonries, Amen Court, City of London[BP 7]
- 1879: Broadwell Hill, Broadwell, Gloucestershire: casa[49]
- 1879: iglesia parroquial de San Pedro, Brooke, Rutland: restauración del presbiterio[PWi 12]
- 1880: iglesia parroquial de la Santísima Trinidad, Westbourne Grove, Scarborough, Yorkshire[Pev. 11]
- 1880: iglesia parroquial de Todos los Santos, Piddletrenthide, Dorset: presbiterio[NP 7]
- 1880: iglesia parroquial de San Pablo, Woodhouse Eaves, Leicestershire: añadido de transeptos[PWi 13]
- 1881: San Andrés's Convalescent Home, Folkestone, Kent (capilla 1888)[HGB 27]
- 1881-1882: Thwaitehead, 50 Well Walk, Hampstead, Londres, casa propia de Christian[CP 6]
- 1881-1882: Christ Church, Hampstead: north porch and aisle[cita requerida]
- 1882: iglesia parroquial de St. Giles, Skelton, York: restauración y nueva cubierta de madera[HGB 17][Pev. 1]

- 1883: iglesia parroquial de St. James the Greater, Oaks in Charnwood, Leicestershire: reedificación completa, reemplazando una pequeña iglesia de 1815[PWi 4]
- 1883-1884: Malwood, Minstead, Hampshire[PL 3]
- 1884: iglesia parroquial de San Juan in Bedwardine, Worcester: ampliaciones del presbiterio y de la capilla norte[Pev. 12]
- 1884-1885: iglesia parroquial de Santa María la Virgen, Calstone Wellington, Wiltshire: restauración[cita requerida]
- 1884-1885: St. Dionis, Parsons Green, London Borough of Hammersmith and Fulham, torre completada en 1896 tras la muerte de Christian[CP 5]
- 1884-1886: Messrs Cox & Co Bank, Whitehall, Westminster[BP 4]
- 1887: iglesia parroquial de San Pedro, Inkberrow, Worcestershire: reedificación del presbiterio[Pev. 13]
- 1887-1888: iglesia parroquial de Santa María la Virgen, Clifford, Herefordshire: nave lateral nortee[Pev. 14]
- 1887 y 1889: iglesia parroquial de Santa María Magdalena, Wardington, Oxfordshire: restauración[50]
- 1888: iglesia parroquial de St Thomas the Apostle, Finsbury Park, Londres[51]
- 1888-1891: Surrey Convalescent Home, Seaford, East Sussex[HGB 27]
- 1889: iglesia parroquial de San Pedro Copt Oak, Leicestershire: añadido del presbiterio[PWi 14]
- 1889: iglesia parroquial de San Juan Bautista, Yaverland, isla de Wight: bellcote[PL 10]
- 1889: Woodbastwick Hall, Woodbastwick, Norfolk: reedificación[52]
- 1889-1890: iglesia parroquial de los Mártires, Westcotes Drive, Leicester[PWi 15]
- 1889-1890: iglesia parroquial de San Andrés, Lyddington, Rutland: restauración del presbiterio[PWi 16]
- 1891-1892: iglesia parroquial de Todos los Santos, Froxfield, Wiltshire: restauración[53]
- 1892: iglesia parroquial de St. James the Great, Fulbrook, Oxfordshire: restauración del presbiterio[54]
- 1892: Curbridge, Hampshire: capilla[PL 11]
- 1886-1892: St. Bartholomew's church, Tong, Shropshire: restauración[55]
- 1892-1895: iglesia parroquial de St. Martin, Ludgate Hill, City of London: restauración[BP 8]
- 1894: iglesia parroquial de Santa María Magdalena, Knighton, Leicester: restauración[PWi 17]
- 1895: iglesia parroquial de San Juan, Locks Heath, Hampshire[PL 4]
- Iglesia parroquial de Holy Cross, Sherston, Wiltshire: restauración[PC 6]

### Isla de Man
- Iglesia memorial Abadía, Ballasalla[56]
- Iglesia de Santo Tomás, Douglas[56]
- Capilla de Ease, Cronkbourne[56]
- Christchurch, Laxey[56]
- Iglesia Dhoon[56]
- Nueva iglesia, Marown[56]

### Gales
- St Mary's church, Haverfordwest, Pembrokeshire: restoration, 1881-1889[cita requerida]

### Otros
- Iglesia inglesa (Bad Homburg), Alemania: 1861-1865

## Galería de imágenes

Obras de Ewan Christian
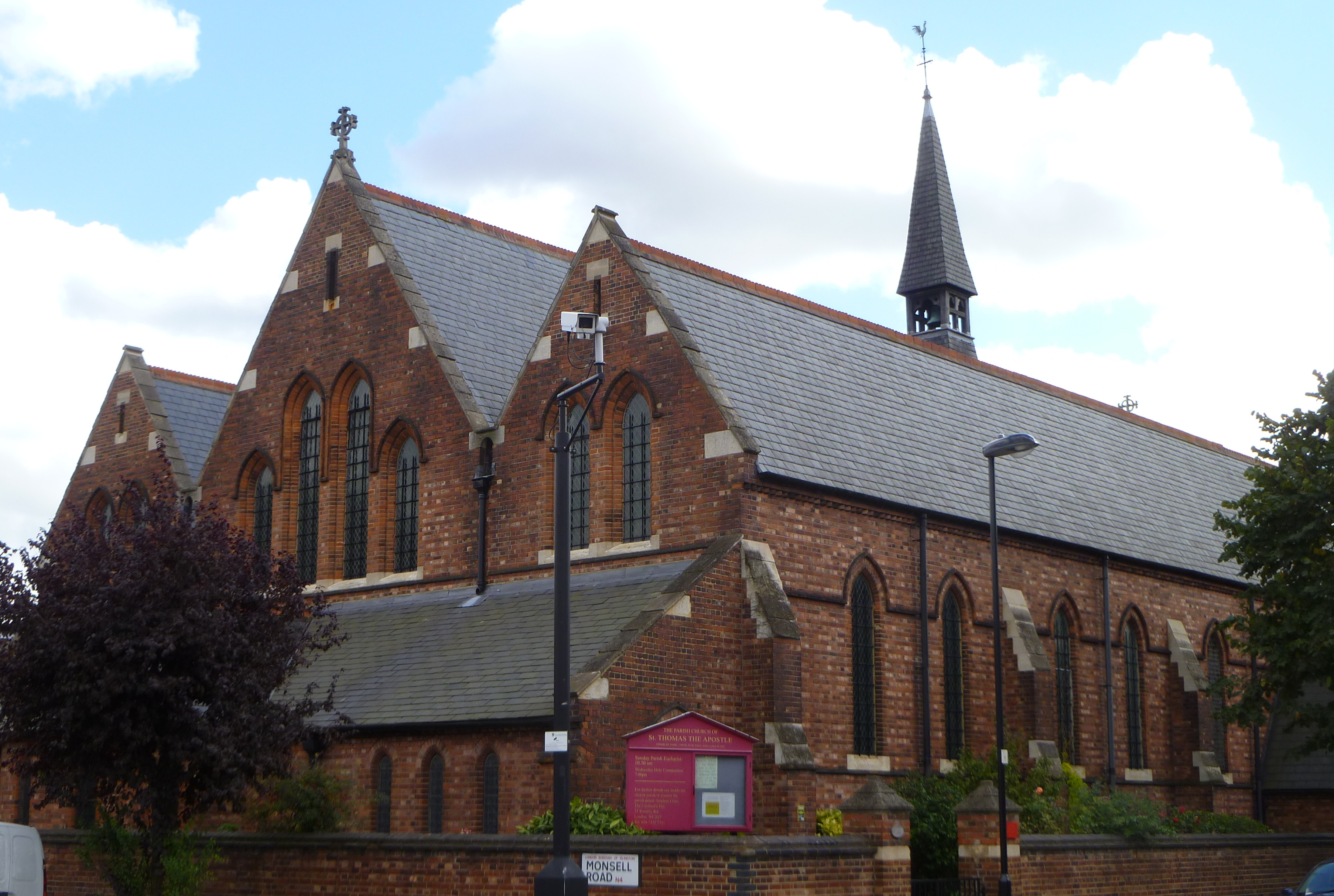
Iglesia de St Thomas (1888-1889), Islington, Londres, vista de la fachada occidental y de la nave lateral sur mostrando lancetas y el narthex de estilo inglés temprano debajo de las ventanas del oeste[CP 9]
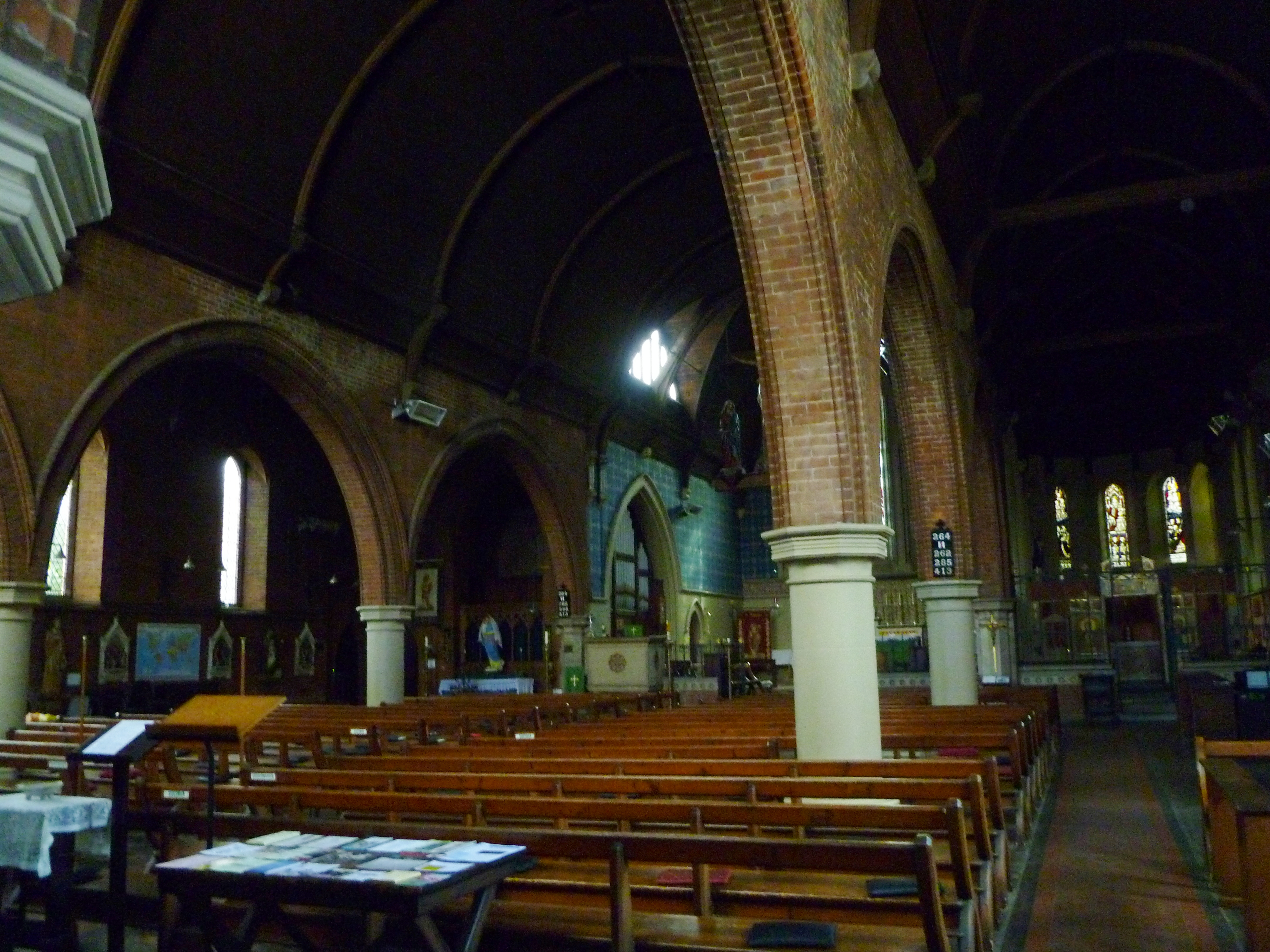
Iglesia de St Thomas, Islington (1888-1889),vista del interior mirando hacia el este, que muestra el amplio espacio unificado de nave y cancela
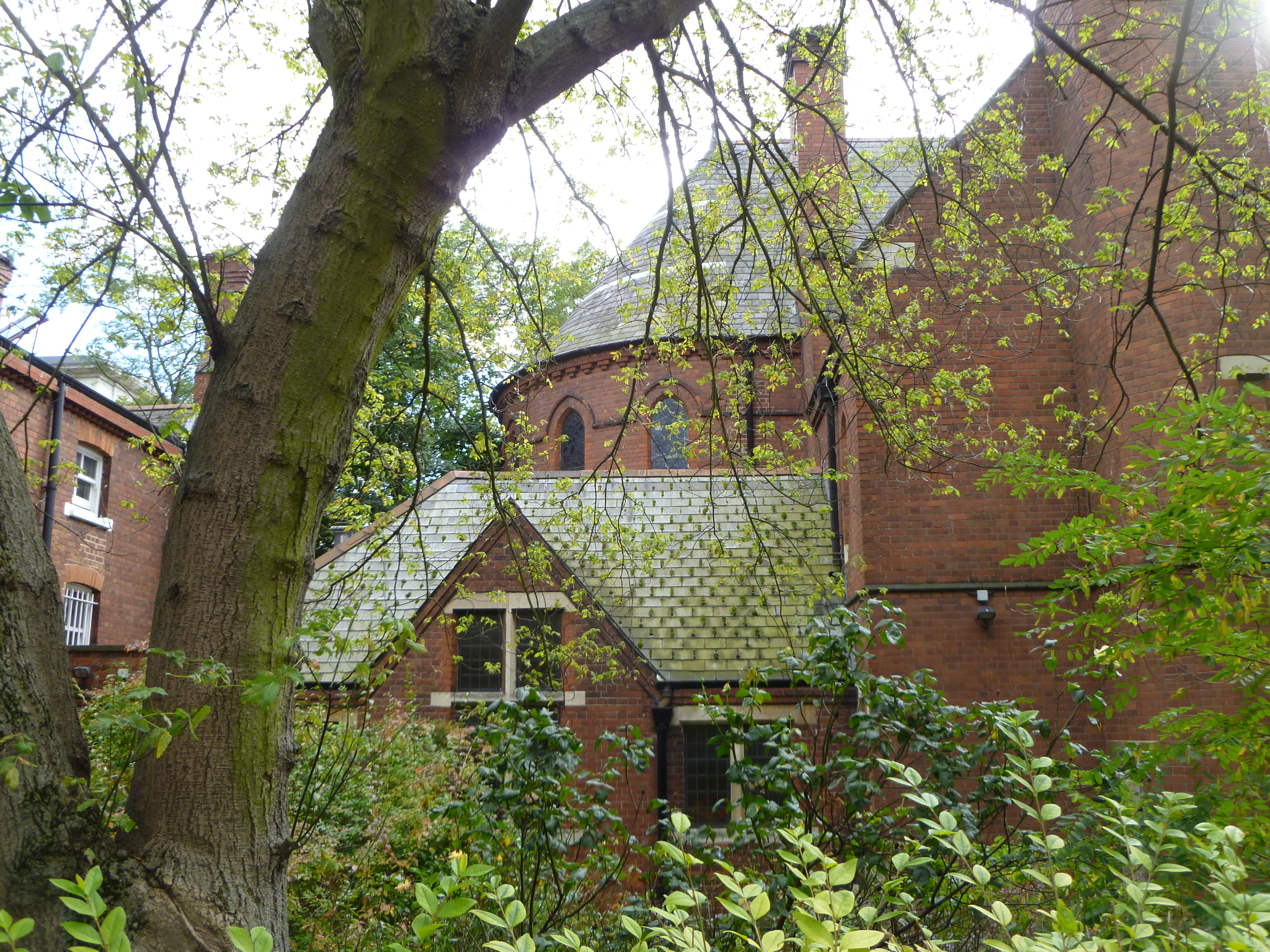
Iglesia de San Olave (1893), Woodberry Down, Manor House, London, Londres, mostrando la noble cancela apse[CP 10]
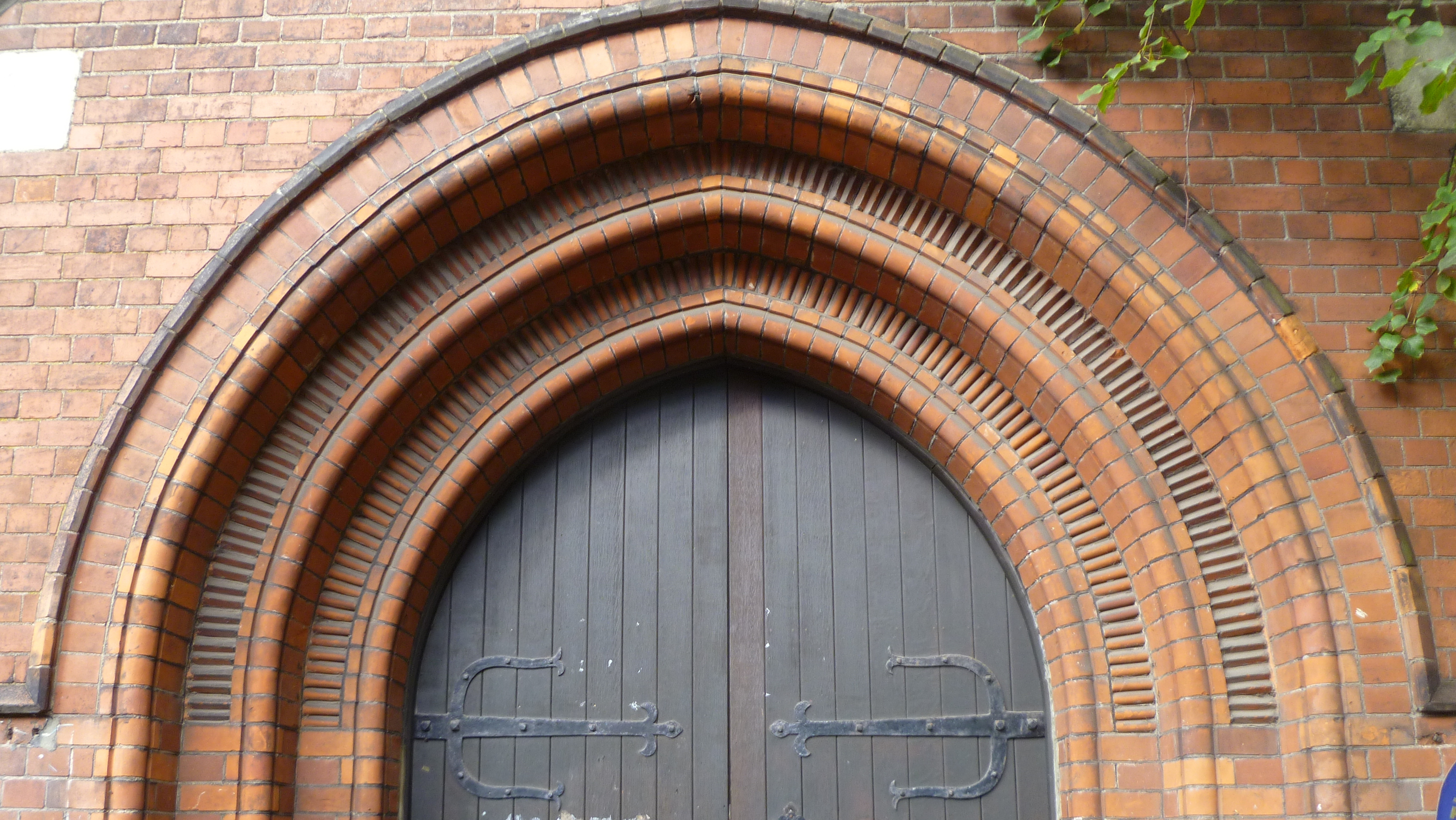
Iglesia de San Olave, arco escalonado y moldeado sobre la puerta sur con ladrillos ornamentales
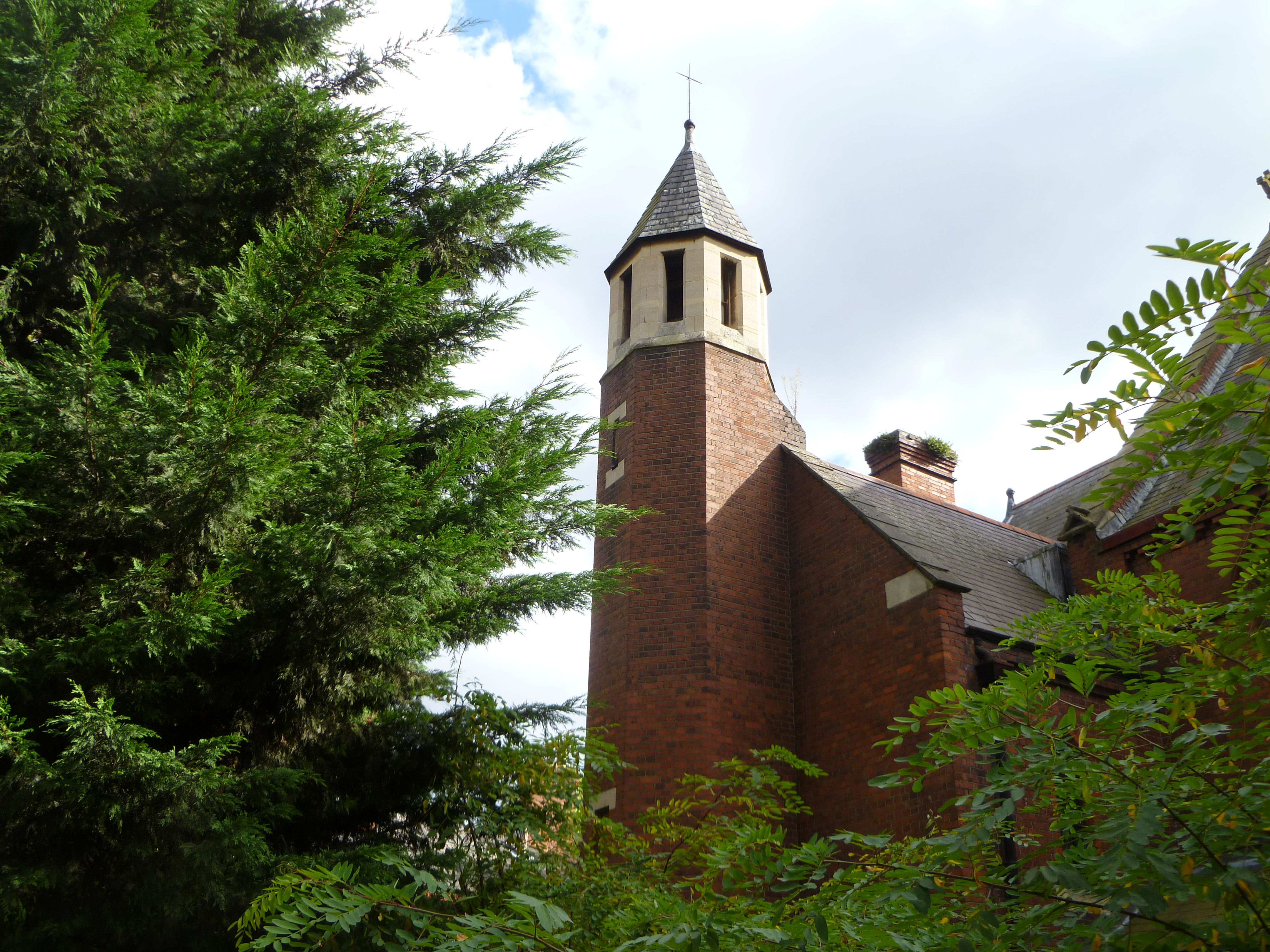
La antigua iglesia de San Bernabé, Kentish Town Road, Camden en London, 1884-1885, ahora la catedral ortodoxa griega de San Andrés, que muestra el frente oeste con ábside norte y torreta[CP 11]
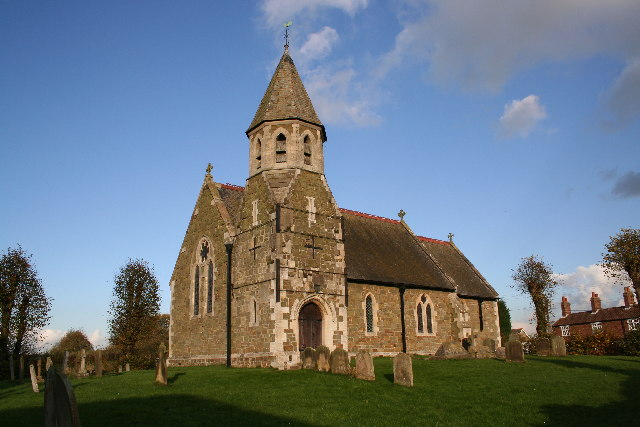
Iglesia de San Juan Bautista (1872), High Toynton, Lincolnshire, que muestra la inusual torre del porche suroeste con broches hasta el piso superior octogonal y rematada por una pequeña aguja
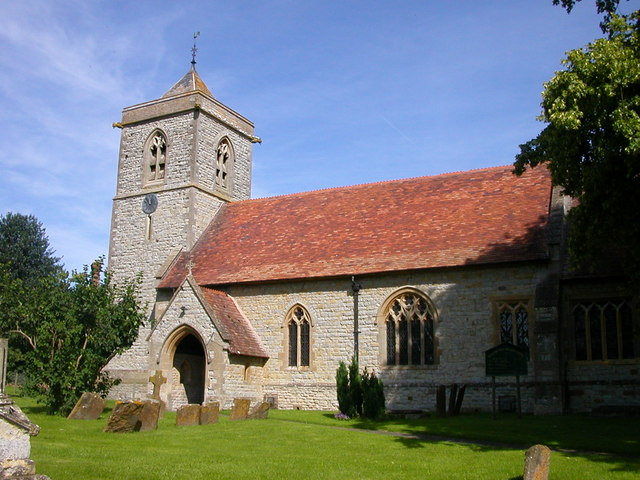
Iglesia de San Miguel (1872), Bishop's Itchington, Warwickshire, piedra con ventana de tracería gótica decorada y un techo piramidal en la torre[PWe 6]
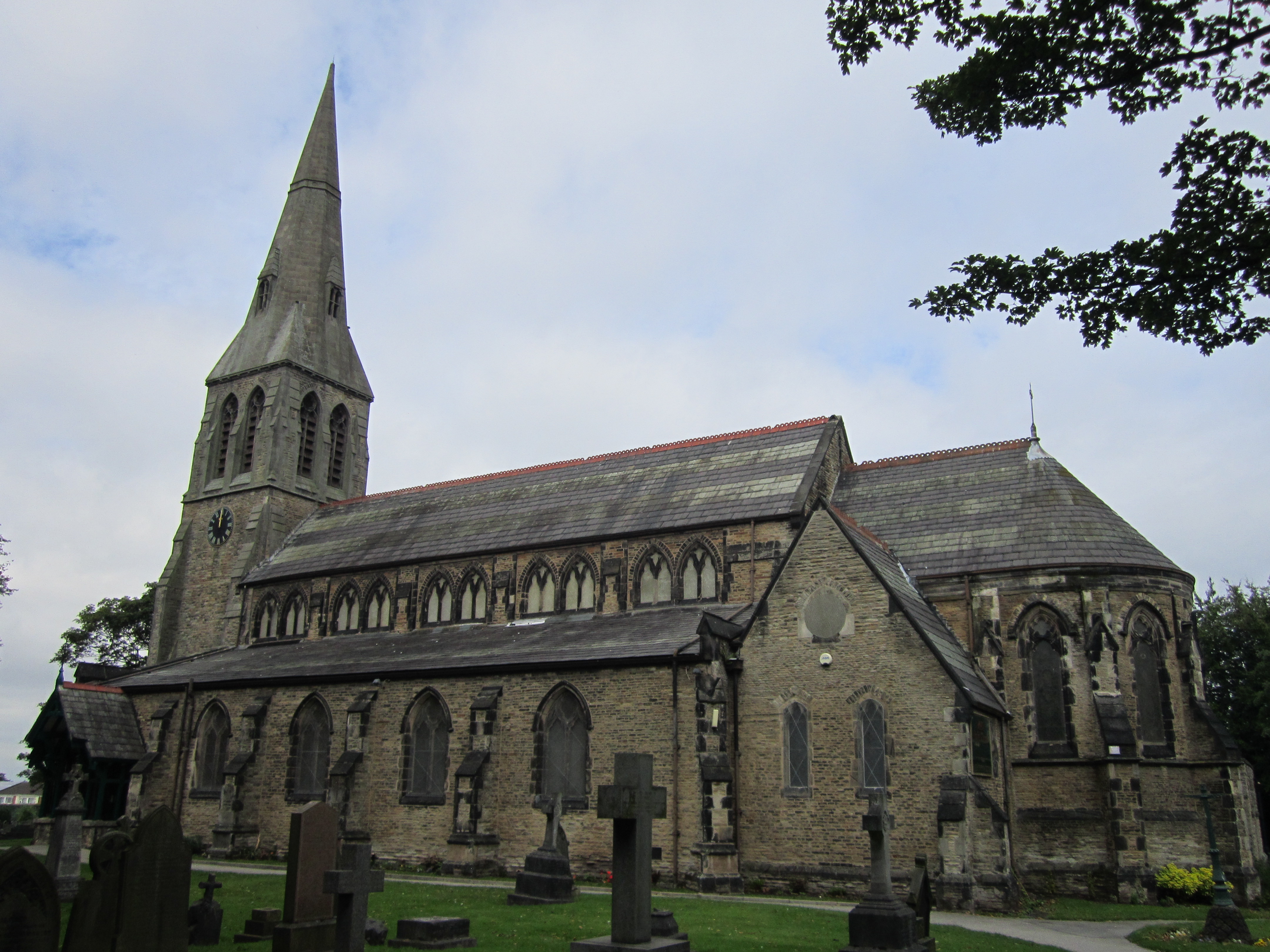
Iglesia de San Bartolomé (1875), Roby, Lancashire, sólidamente construida en piedra facetada como roca con apósitos de sillería. La iglesia tiene un impresionante campanario del oeste con una aguja de broche y tiene un destacado clerestorio y una cancela en ábside.
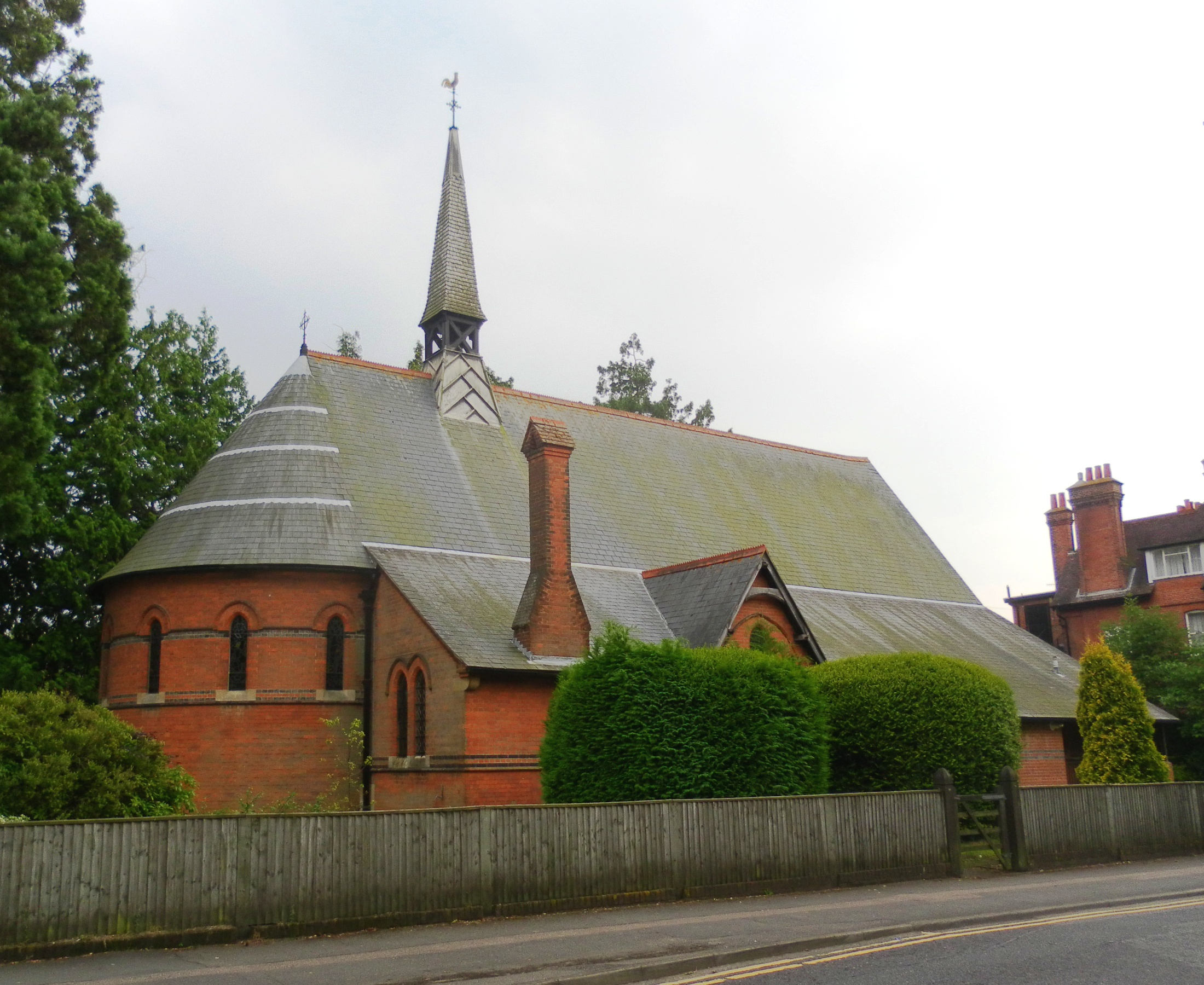
Iglesia de San Salvador (1875-1876), Dry Hill Park Road, Tonbridge, Kent, una típica iglesia lanceta de ladrillo rojo, con ábside profundo, techo inclinado y una flecha[NP 1]
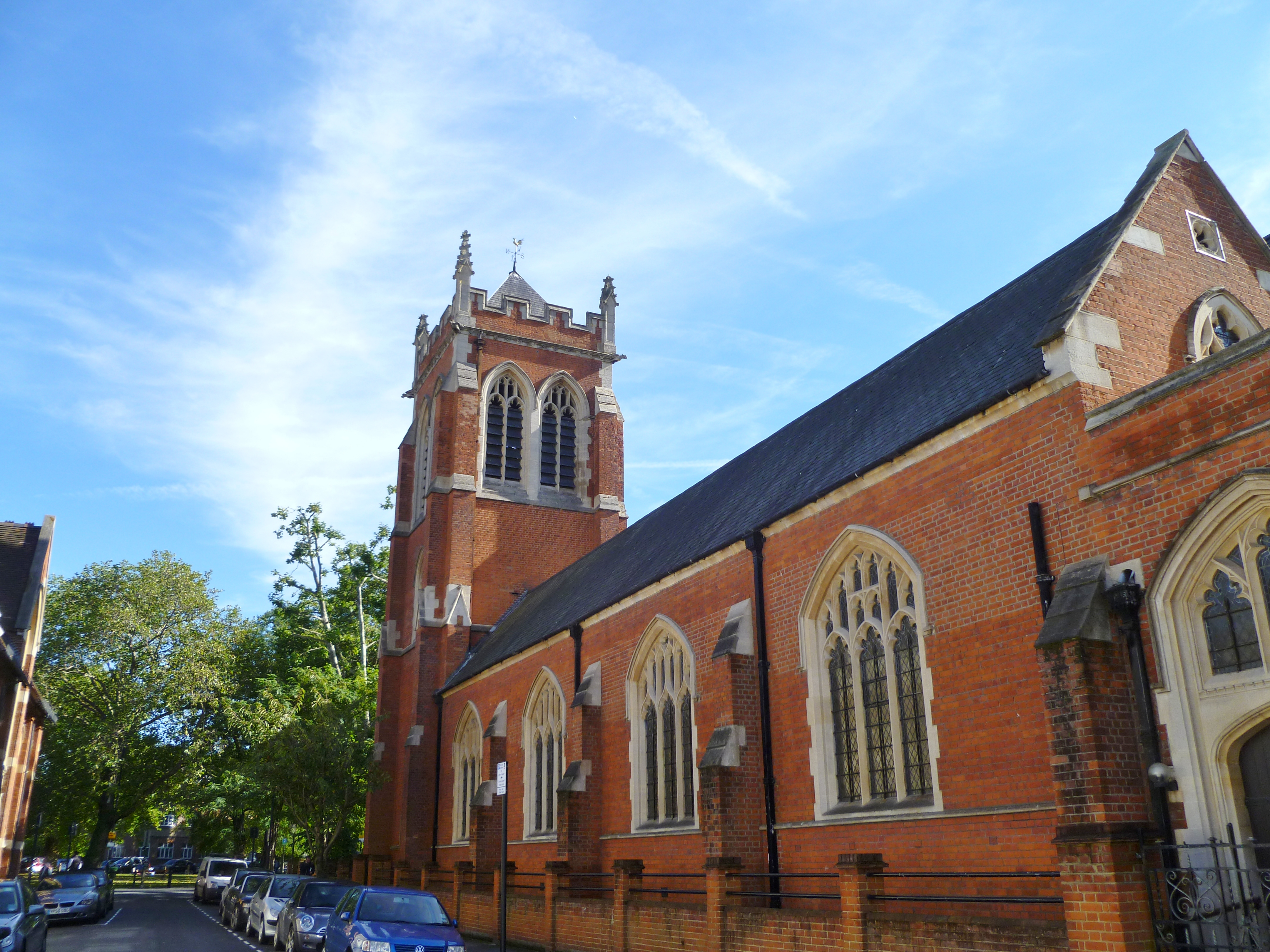
St Dionis (1884-1885), Parsons Green, Londres, torre completada en 1896, que muestra la nave lateral norte y la torre noreste, la iglesia tiene un estilo gótico perpendicular, menos típico de Christian[CP 5]
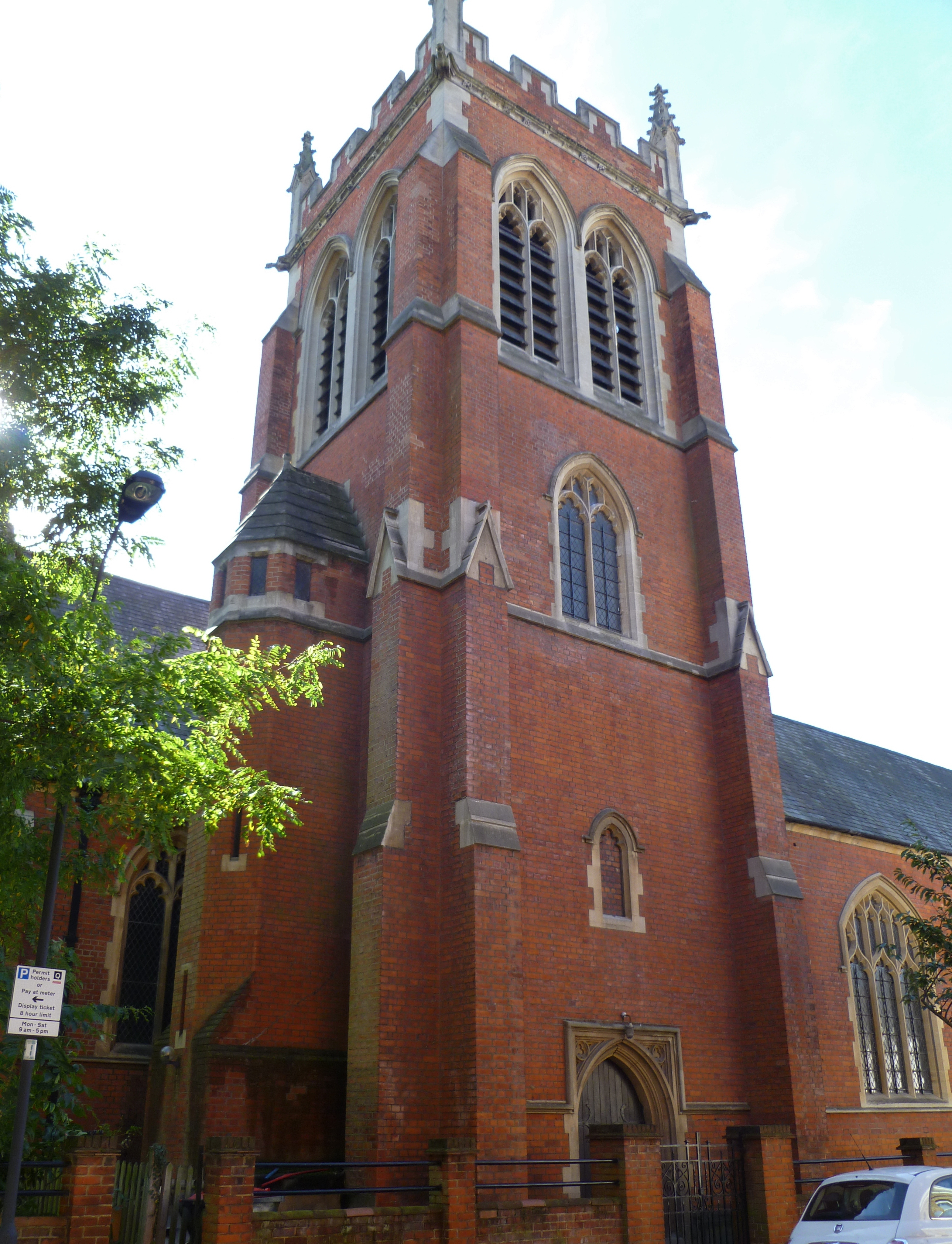
Iglesia de San Bernabé (1878), Ranskill, Nottinghamshire, en piedra con un campanario[PWi 18]
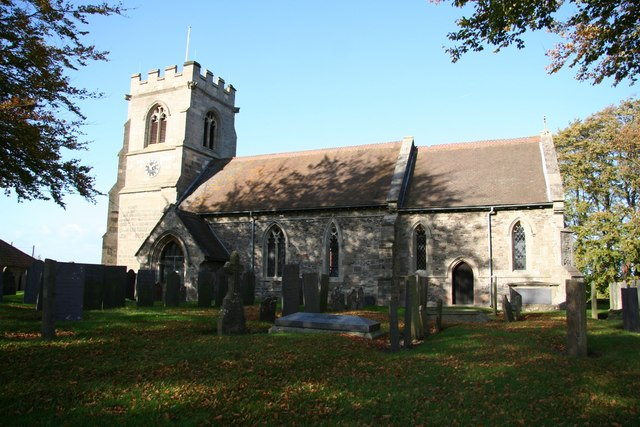
Iglesia de Santa Elena (1879-1890), Kneeton, Nottinghamshire, obra de Ewan Christian, a excepción de la torre occidental medieval[PWi 19]
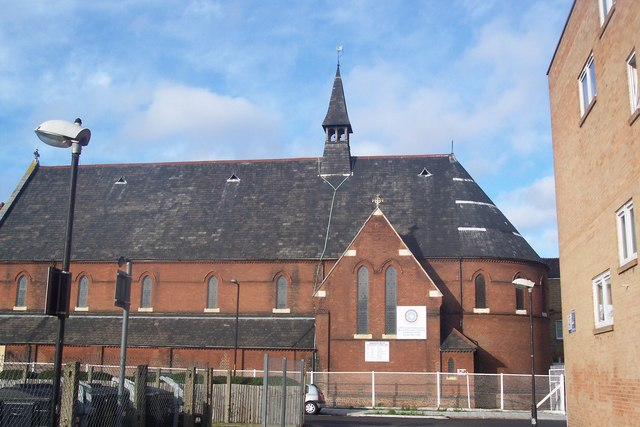
La antigua Iglesia de Lady Margaret, Chatham Street, Southwark, Londres, construida para la Misión de St John's College (Cambridge) en 1888-1889, ahora utilizada como la Orden de los Querubines y la iglesia Serafín. Ladrillo rojo estilo inglés temprano con lancetas y ábside típicos.[CP 12]
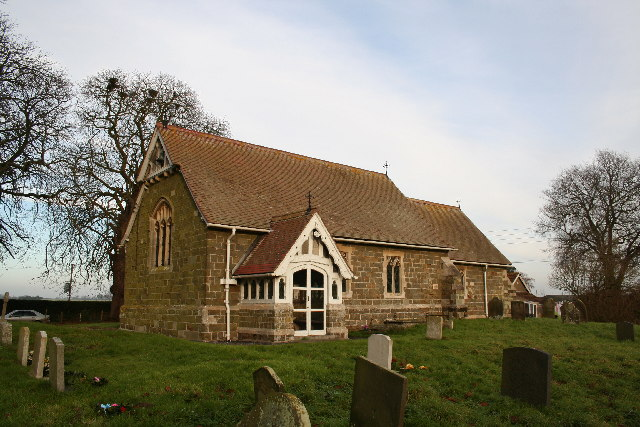
La iglesia de San Wilfrido (1890), Thornton-by-Horncastle, Lincolnshire, restauración general de Ewan Christian,el porche sur de madera y el marco de campana de madera en el gablete son probablemente obra suya
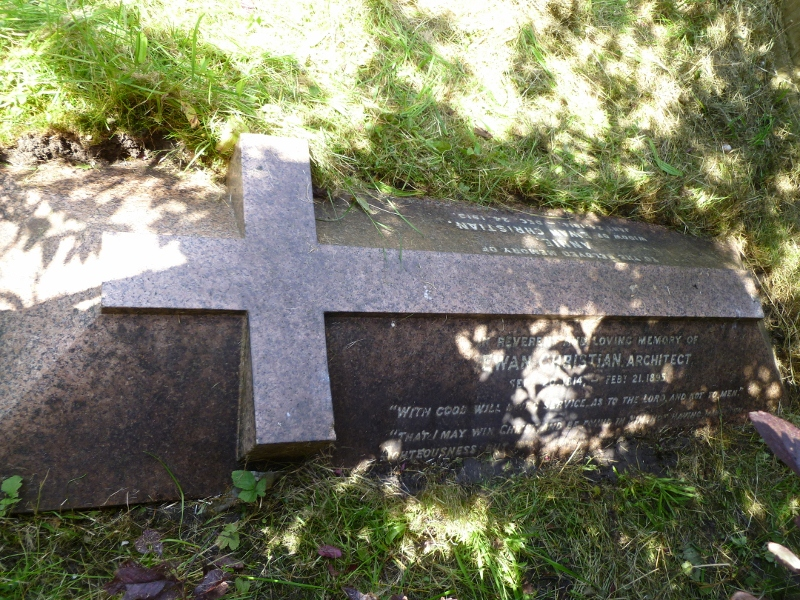
La tumba de Ewan Christian en el cementerio de Hampstead, Fortune Green Road, Londres; su esposa, Annie, quien murió en 1913 a los 99 años, está enterrada con él